# FC 서울
FC 서울(Football Club Seoul)은 대한민국 서울특별시에 있는 축구 선수단이다. GS스포츠가 운영하는 남자 프로 축구단이며, 1983년에 창단되었다. 서울특별시를 연고지로 하고 K리그1에 참가하고 있다. 모토는 2007년 캐치프레이즈에서 유래한 'Soul of Seoul'이며, FC 서울이 대한민국 수도 서울의 혼과 정신, 서울시민의 열정을 담은, 서울의 중심이 되자는 의미가 담겨 있다.
FC 서울은 K리그1에서 6회 우승을 달성하여 성남 FC와 전북 현대 모터스에 이어 3번째로 많은 우승 기록을 가지고 있으며, 코리아컵에서도 2회, 리그컵에서도 2회, 슈퍼컵에서 1회 우승한 기록을 보유하고 있다. 관중 면에서도 한 시즌 최다 총관중 및 최다 평균관중 기록, 한 경기 최다 관중수 기록을 보유하고 있다. 2012년 스포츠조선에서 최초로 실시한 K리그 16개 구단 운영능력 평가에서 1위를 차지하였으며, 같은 해 영국의 '브랜드 파이낸스'가 발표한 전 세계 축구 클럽 브랜드 가치 평가에서 대한민국 프로축구 클럽 중 최고 순위인 62위를 기록하였다. 2016년 1월 국제축구역사통계연맹이 발표한 '2015 클럽 세계 랭킹'에서는 대한민국 클럽 중 가장 높은 81위를 차지하였다.

## 역사

### 구단 창단과 초창기 (1983–1989)

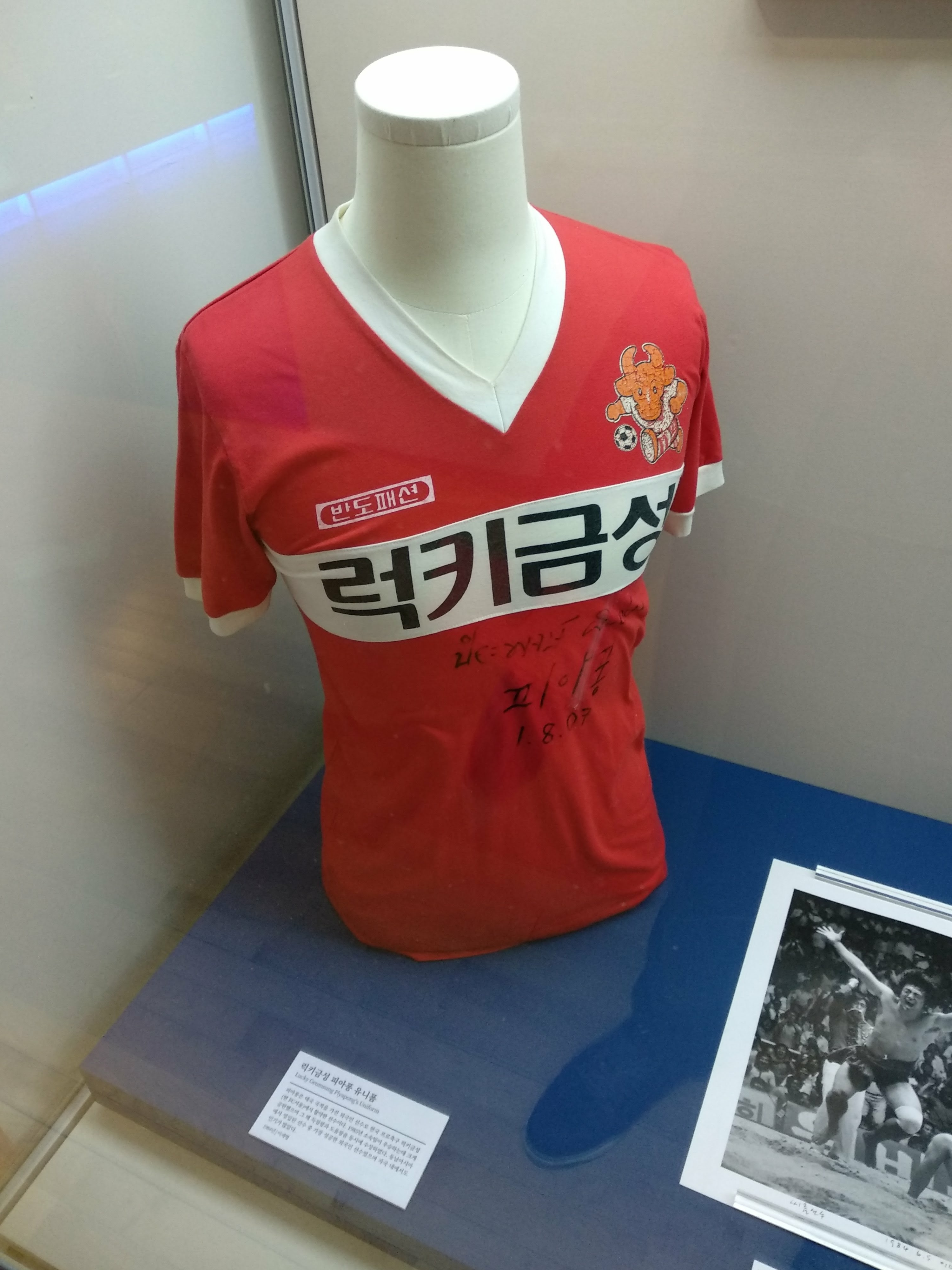
대한민국역사박물관에 전시되어 있는 피아퐁 선수의 싸인이 들어간 럭키금성 황소 시절 유니폼

FC 서울은 1983년 8월 18일 구단 공식 창단 발표 후 1983년 12월 22일 공식 창단식을 거행하고 럭키금성 황소 축구단으로 대한민국의 프로축구단 가운데 다섯 번째로 정식 출범하였다. 창단 연고지는 충청도를 배정받았으며 마스코트는 황소를 선정하였다. 당시 럭키금성그룹은 프로축구단을 창단하기 위해 기획조정실이 주축이 되어 1982년부터 면밀한 준비 작업을 했으며 서울특별시를 창단 연고지로 하여 출범할 계획이었지만, 당시 대한축구협회 수퍼리그위원회는 이를 받아들이지 않고 충청도를 연고지로 배정하였다.
창단 첫 시즌에는 리그 8개 구단 중 7위에 그쳤지만 이듬해 1985 시즌에는 박세학 감독의 지휘 아래 태국 출신 피아퐁 등의 활약에 힘입어 축구대제전 수퍼리그에서 우승을 차지하며 구단 역사상 첫 번째 K리그 트로피를 얻게 되었다.

### 서울과 안양 시대 (1990–2003)
1988년 초부터 창단 당시 원했던 서울로 연고지 이전을 추진했고, 결국 1989년 10월 16일 프로축구 특별위원회에서 충청도에서 서울로의 연고지 이전이 승인되었다. 1990년 도시지역연고제 시행과 함께 서울운동장 (현 동대문운동장)을 홈구장으로 사용하기 시작했고, 그 해 한국프로축구대회에서 우승했다. 특히 1990 시즌 우승은 대한민국 프로축구 역사상 최초의 서울 연고지 프로축구단의 우승으로 기록되었다. 1991년 모기업의 사명 변경과 함께 "LG 치타스"로 구단 공식 명칭을 변경하였으며 서울 연고지 정착을 위해 다양한 팬서비스와 경품 제공, 개략적인 구단 소식을 전해주는 구단 소식지 '치타스 가족' 발간, 당시 같은 서울 연고 구단이었던 일화·유공 구단들과 공동 마케팅, 서울 지역 축구동호회들과의 자매결연 사업을 추진하여 LG치타스배 축구대회 개최 등 많을 노력을 기울였다.
2002년 FIFA 월드컵 유치 활동과 맞물려 서울 축구전용구장 건설과 지방 축구 활성화라는 명분으로 한국프로축구연맹과 정부가 추진한서울 연고 공동화 정책에 의해 서울을 떠났다. 1995년 말까지 서울에 전용구장 건립계획 수립이라는 현실적으로 실행하기 어려운서울 잔류 조건을 내건 이 정책에 구단은 합의했으나, 그 후 구단이 번복한 후, 잔류시 연맹의 리그 제외 방침과 청와대의 이전지침 하달로 강제시행되었다.후일 FC 서울 단장은 서울을 연고로 하다 등 떠밀리듯 안양으로 옮겼다고 언급하였다. 구단은 당시 서울 연고 3개 구단 중 마지막까지 서울 연고 고수를 강력희 희망하였고 팬들 역시 반대 시위를 벌이기도 하였지만 결국 서울 연고지에서 나와 1996년 4월 연고지를 서울의 위성 도시인 안양으로 이전함과 동시에 구단 공식 명칭을 "안양 LG 치타스"로 변경했다.
그 후 2000 시즌 최용수 선수의 대활약으로 K리그에서 우승하여 구단 통산 세 번째 리그 우승을 달성하였다. 2002년 아시안 클럽 챔피언십에서는 조별 예선을 통과한 후 에스테글랄 FC를 물리치고 결승전에 진출하였으나 수원 삼성 블루윙즈에 패하여 우승컵은 따내지 못했다.
2003년 2월 26일 창단 20주년 기념 행사의 의미로 숫자 '20'과 함께 역동적인 선수와 볼을 애니메이션으로 형상화한 창단 20주년 기념 엠블럼을 제작 발표했다.

### 서울 시대의 재개막 (2004–2006)

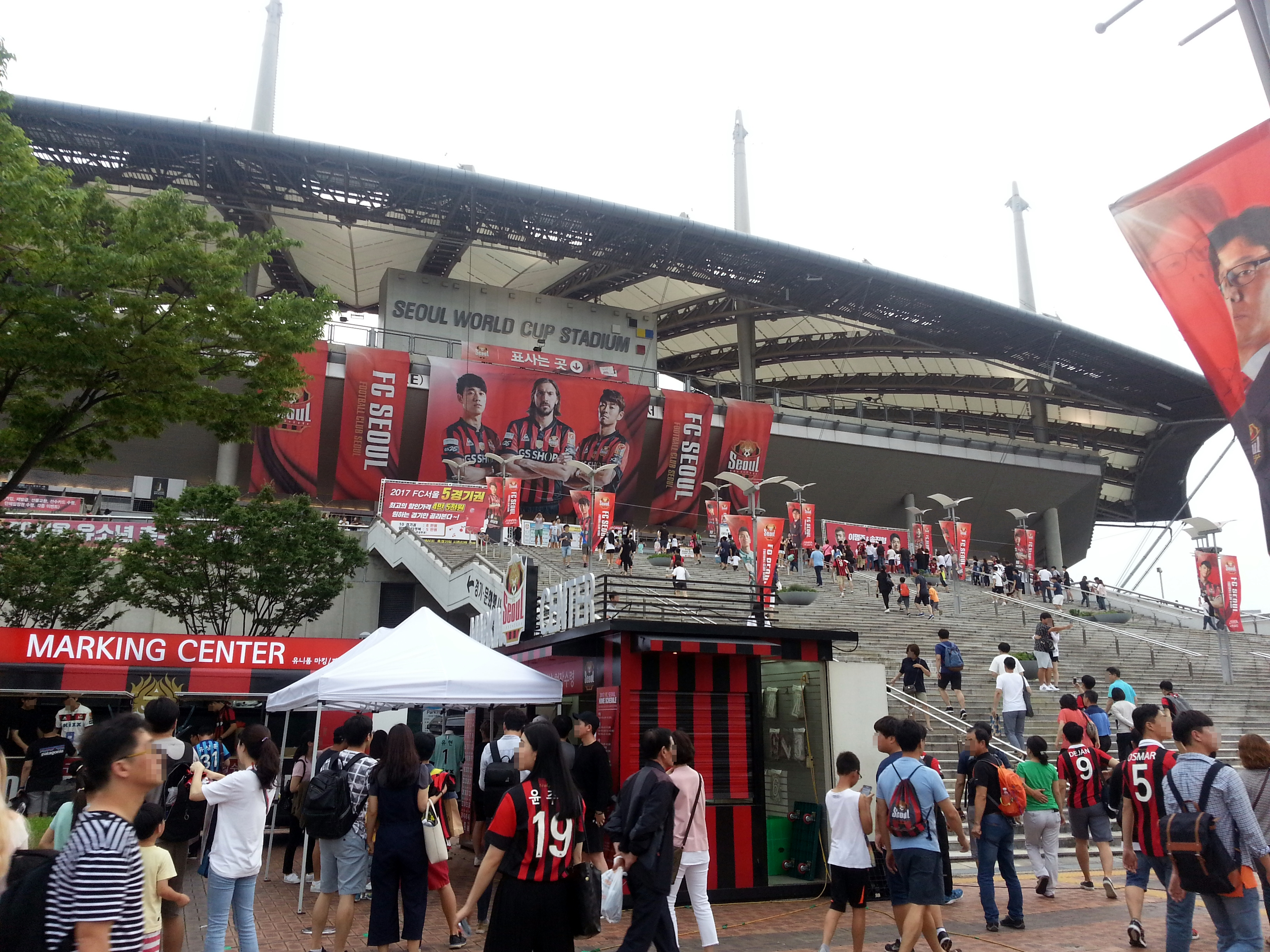
서울월드컵경기장으로 연고를 복귀한 FC 서울.

1998년 11월 한국프로축구연맹이 주최한 프로축구 발전을 위한 공청회에서 프로스포츠 최대 시장인 서울 연고지 활용에 대한 필요성이 제기되었으며 1999년 11월 서울연고공동화정책을 철폐하고 앞으로 서울 연고 구단을 다시 만들기로 잠정적으로 결정하자 안양으로 연고를 옮긴지 4년만인 2000년부터 안양 LG 치타스는 서울 복귀를 추진하기 시작한다. 그 후 2002년 FIFA 월드컵이 끝난 뒤 수도 서울을 연고로 한 프로축구단 없이는 한국 프로축구 발전은 요원하다는 것에 공감대가 형성되었고 2002년 FIFA 월드컵을 통한 축구붐을 등에 업고 서울 연고 구단 창단에 관심을 기울인 kt, 금호그룹, 한화그룹, 국민은행, 신한은행, 우리은행 등의 대기업을 유치하여 신규 서울 연고 구단을 만들기 위해 대한축구협회, 한국프로축구연맹, 서울시는 ‘서울 연고 프로축구팀 창단추진위원회’를 구성해 다각도로 창단 설득작업을 하였지만 끝끝내 모두 실패했다.
이렇게 신규 대기업을 통한 신생 서울 연고 구단 창단이 연이어 실패하자 앞으로도 계속해서 서울월드컵경기장이 활용되지 못할 것을 우려한 서울시에서도 축구계와 별도로 시 차원에서 다시 한번 서울 연고 구단 창단을 희망하는 대기업을 유치하기 위해 100억원 지원금이 포한된 모집 공고를 2004년 1월 15일 내고 28일까지 신청을 받으며 마지막 노력을 기울였지만 문의만 있었을 뿐 실제 의향서를 제출한 대기업은 한 군데도 없었으며 결국 무위로 돌아갔다. 이에 따라 서울시에서는 1월 29일 기존 구단 중에서 연고지 이전을 통하여 서울 연고 구단을 만들기로 방침을 변경하였고 다시 기존 구단 중에서 연고지 이전으로 서울에 입성할 구단 공모에 나선다.한편 축구전용구장을 지어주고 훈련장과 숙소 부지를 제공하겠다는 안양시의 약속이 1996년 LG 치타스를 유치했던 이석용 안양시장이 물러나고 차일피일 미루어지고 있는 상황에서이러한 서울시의 방침 변경 후 곧바로 안양 LG 치타스는 2004년 2월 2일 서울로 연고지 복귀를 공식적으로 선언하였으며 축구인과 축구팬들의 찬반 논란이 이어졌다.
축구계 역시 2004년 2월 6일 한국프로축구연맹 이사회에서 서울 연고 구단을 신생 구단으로 만드는 것은 사실상 어려워진 상황에서 계속해서 무작정 서울을 비워둘 수 없다는 데 공감대가 형성되어 그동안 고수해 온 '선 창단, 후 이전'의 원칙을 파기하고 기존 구단의 연고지 이전을 허용하는 안이 승인되었다.
이후 2002년 FIFA 월드컵으로 인해 서울월드컵경기장 건설 분담금으로 150억원을 짊어진대한축구협회 등 축구계와 서울입성권리기부금 가격을 놓고 난항을 겪다가 서울월드컵경기장 건설비용의 약 4%에 해당하는 75억원을 서울월드컵경기장 건설분담금 형식으로 대한축구협회에 50억원, 발전기금 형식으로 한국프로축구연맹에 25억원 이렇게 각각 지불하기로 하였고 안양 LG 치타스와 부산 아이콘스가 서울로의 연고지 이전 의향서를 마감일인 25일에 제출하였다. 
3월 10일 부산 아이콘스가 연고지 이전 신청을 철회함에 따라 2004년 3월 11일 한국프로축구연맹 이사회에서 서울 입성이 만장일치로 승인되어 과거 연고지였던 서울로 다시 복귀 하였다.
그 후 대한민국을 대표하는 수도 서울 연고 구단으로서의 이미지와 축구단 자립을 위한 장기적인 포석으로 구단명칭에서 기업명을 배제하기로 잠정 결정한 가운데 3월 19일 공모를 통해 응모한 후보작 중에서 31％(1809명)의 압도적인 비율을 차지한 "FC 서울"로 구단 공식 명칭을 변경하였으며 3월 29일에는 서울특별시와 연고지 협약을 체결하였다. 더불어, 2004년에 LG그룹과 GS그룹의 분리가 진행되면서 FC 서울을 운영하던 산하 계열사인 LG스포츠 또한 GS그룹으로 분리되어 6월 1일 스포츠 법인의 이름을 (주)GS스포츠로 변경, GS그룹이 운영하게 되었다.
2005 시즌부터는 제 6대 이장수 감독이 취임하였으며, 청소년 대표팀 시절부터 기대를 모아온 박주영이 서울에 입단하여 이른바 '박주영 신드롬'으로 불리는 흥행 돌풍을 일으키며 한 시즌 최다 관중인 45만 8605명을 기록했다. 2006 시즌 FC 서울은 K리그와 FA컵 우승은 하지 못하였으나 K리그의 리그컵 대회인 삼성 하우젠컵 2006에서 우승하여 구단 역사상 첫 리그컵 우승 트로피를 얻었다. FC 서울은 2006 시즌에 통합순위 4위에 올라 4강 플레이오프에 진출했으나 원정 경기로 벌어진 성남 일화 천마와의 경기에서 0 대 1로 패배해 챔피언결정전 진출에 실패하였다.

### 귀네슈 감독 체제 (2007–2009)

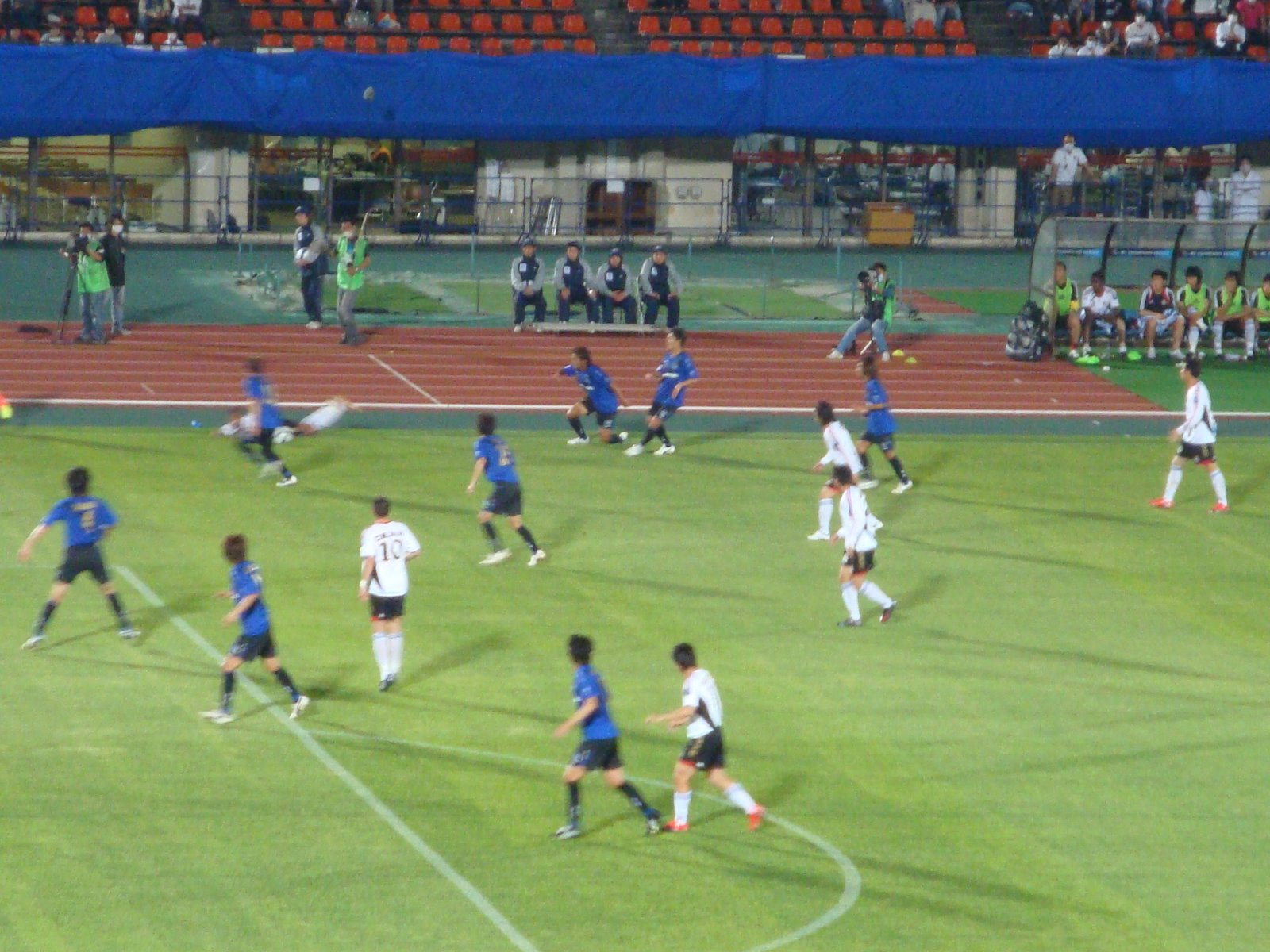
FC 서울 vs 감바 오사카 - AFC 챔피언스리그 2009

귀네슈 감독 체제는 FC 서울이 2007 시즌을 앞두고 2년 동안 팀을 이끌어 온 이장수 감독의 계약 기간이 만료되자 재계약을 하지 않기로 결정, 그 후임으로 2002 FIFA 월드컵에서 터키 축구 국가대표팀을 이끌고 3위를 달성한 셰놀 귀네슈 감독을 영입하면서 출범하였다. 그리고 4월 8일, FC 서울은 서울월드컵경기장에서 벌어진 수원 삼성 블루윙즈와의 홈 경기에서 K리그 25년 역사에서 가장 많은 관중 기록이자, 국내 프로 스포츠 전체를 통틀어서도 단일 경기 사상 최다인 55,397명의 입장 관중 기록을 수립하였다. 한편, 2007년 10월 14일에 벌어진 삼성하우젠 K리그 2007 최종 라운드에서 무승부를 기록하기만 해도 6강 플레이오프에 진출할 수 있었으나, 대구 FC에게 0-1로 패하여 6강 플레이오프 진출에 실패했다.
2008 시즌에서는 기성용과 이청용 등 젊은 선수들의 도약에 힘입어 리그 후반기 18경기 연속 무패 행진을 달리는 등 리그에서 상위권을 유지했다. 서울은 1위 수원과 승점 54점으로 동률을 이루었지만 골득실에 밀려 K리그 정규시즌을 2위로 마감했고, 이어진 플레이오프에서 울산을 4-2로 대파하여 수원과의 챔피언결정전에 진출하였다. 1차전과 2차전 도합 90,000명 가까운 관중이 몰린 챔피언결정전에서는 서울월드컵경기장에서 열린 1차전 1-1 무승부, 수원월드컵경기장에서 열린 2차전 2-1 로 패하며 준우승을 확정지었다. 하지만 7년 만에 AFC 챔피언스리그 출전권을 차지하는 성과를 거두었다.
2009년 1월 7일 AFC 챔피언스리그 2009 조 추첨 결과, 일본의 감바 오사카, 중국의 산둥 루넝, 인도네시아의 스리위자야와 함께 F조에 속했다. 2009 시즌 개막전, 전남 드래곤즈와 벌인 원정 경기에서 6-1로 승리했으나, 2라운드 홈에서 신생 팀 강원 FC에게 1-2로 패하며 강원 FC의 돌풍의 희생양이 되고 말았다. 서울은 AFC 챔피언스 리그에서 감바 오사카에게 이기고 스리위자야가 최소한 산둥 루넝에게 무승부를 거둬야 16강에 진출하는 어려운 상황에서 감바 오사카에게 2-1로 승리를 거두고, 스리위자야가 0-2로 지고 있는 상황에서 4골을 몰아넣으며 산둥 루넝에 승리를 거두어 주는 덕분에 2위로 16강에 진출하였다. 16강전에선 J리그 디펜딩 챔피언 가시마 앤틀러스를 만나 승부차기까지 가는 접전 끝에 승리하여 8강전에 진출하였다. 이후 8강전에서 카타르 클럽 움 살랄과 대진하였지만 1차전에서 안태은의 골라인을 넘은 중거리슛이 골로 인정받지 못하는 등 불운 속에 결국 준결승 진출에 실패하였으며, 2009년 정규 리그 3위로 끝마쳤다. 플레이오프 6강 PO에서 패하고 최종 순위를 5위로 마감했으며 11월 24일 계약 기간이 종료된 귀네슈 감독이 팀을 떠났다. 귀네슈 감독은 FC 서울 홈페이지에 남긴 작별 편지를 통해 FC 서울팬 대한 고마움을 표현하고 지지를 약속하였다. 귀네슈 감독은 비록 팀에 우승컵을 안기지는 못했지만 패스에 중점을 둔 매력적인 공격 축구를 구사해 언론과 팬들로부터 신선한 변화를 일으켰다고 평가받았다.

### 빙가다 감독 체제 (2010)
빙가다 감독 체제는 귀네슈 감독 사임 이후 FC 서울이 2009년 12월 14일 구단 홈페이지를 통해 포르투갈 국적의 넬루 빙가다 감독의 선임을 발표하면서 출범하였다. 이후 김승용, 이상협, 김치곤, 심우연, 팀의 공수를 조율하던 기성용을 셀틱 FC로 이적시키고 현영민, 방승환, 최효진, 이현승, 이규로, 하대성, 김용대 등을 영입하며 대대적인 팀 리빌딩에 착수하였다. 개막전이었던 2010 K리그 1라운드 대전 시티즌과의 경기에서 5-2로 승리하여 지난 시즌에 이어 2년 연속 개막전을 대승으로 장식하였다. 2010년 3월, 호주 국가대표팀 수비수 사이먼 콜로시모의 영입을 시도했으나 이적 시장 마감 기한이 지나면서 영입이 무산되었다. 2010년 5월 5일, 서울월드컵경기장에서 열린 성남 일화 천마와의 쏘나타 K리그 2010 경기에서 60,747명의 관중이 입장하여 2007년에 FC 서울이 보유하고 있던 55,397명의 프로스포츠 사상 단일 경기 최다 관중 기록을 3년 만에 경신하였다. 한편 포스코컵 2010 조별 예선 B조를 1위로 통과한 후 대구 FC와 수원 삼성 블루윙즈를 각각 8강전과 4강전에서 물리치고 진출한 결승전에서 전북 현대 모터스에 3-0 대승을 거두며 빙가다 감독 부임 후 첫 우승을 차지하였다.
K리그 정규시즌을 20승 2무 6패 승점 62점 1위로 마치며 팀별 홈 앤드 어웨이 2라운드 체제로 개편된 이후 역대 정규시즌 사상 가장 높은 승점을 기록하였고 단일 경기 최다 관중 신기록(60,747명), 단일 시즌(K리그 정규시즌, 포스트시즌-K리그 챔피언십, 리그컵) 최다 총 관중 신기록(546,397명), 단일 정규시즌+포스트시즌 최다 총관중 신기록(488,641명), 단일 정규시즌+포스트시즌 최다 평균 관중 신기록(32,576명), 단일 정규시즌 최다 평균 관중 신기록(30,849명) 등 많은 역대 관중 관련 기록들을 경신하며 각종 언론으로부터 성적과 인기면에서 K리그 최고의 구단으로 등극하였다는 평가를 받았다.
2010 K리그 챔피언십 챔피언결정전에서 제주 유나이티드를 1승 1무로 이기고 10년 만에 K리그 우승을 달성하였으며 시즌 총관중 50만명을 돌파하여 겹경사를 누렸다. 한편, 12월 5일 서울월드컵경기장에서 열린 제주 유나이티드와의 K리그 챔피언결정전 2차전에서는 56,759명의 관중이 입장하여, K리그 역대 챔피언결정전 최다 관중 신기록 및 K리그 역대 단일경기 최다 관중 2위의 기록을 수립하였다.
2010년 12월 13일 빙가다 감독과의 재계약 협상이 연봉 조건 등의 의견 차이로 인해 최종 결렬되어 12월 14일 빙가다 감독이 포르투갈로 출국하면서 빙가다 시대는 불과 1년 만에 막을 내리게 되었다.

### 황보관 감독 체제 (2011)
황보관 감독 체제는 FC 서울이 2010년 12월 28일 구단 웹사이트를 통해 넬로 빙가다 감독의 후임으로 황보관 감독의 선임을 발표하면서 출범하였다. 이후 우승의 주역이었던 정조국, 김진규 등이 이적하고 최효진, 김치우, 이종민 등이 군 입대를 하여 전력 공백이 우려되었으나 몰리나, 김동진, 그리고 임대 영입을 했던 제파로프를 완전 영입하면서 전력 보강을 착실히 진행하였고 의욕적으로 2011 시즌을 시작하였다. 그러나 기대와 달리 초반 1승 3무 3패의 초라한 성적으로 리그 순위가 한때 15위까지 떨어지는 극심한 부진에 시달렸고, 이에 대해 책임을 지고 황보관 감독이 2011년 4월 26일 자진 사퇴하였다.

### 최용수 감독 체제 1기 (2011–2016)

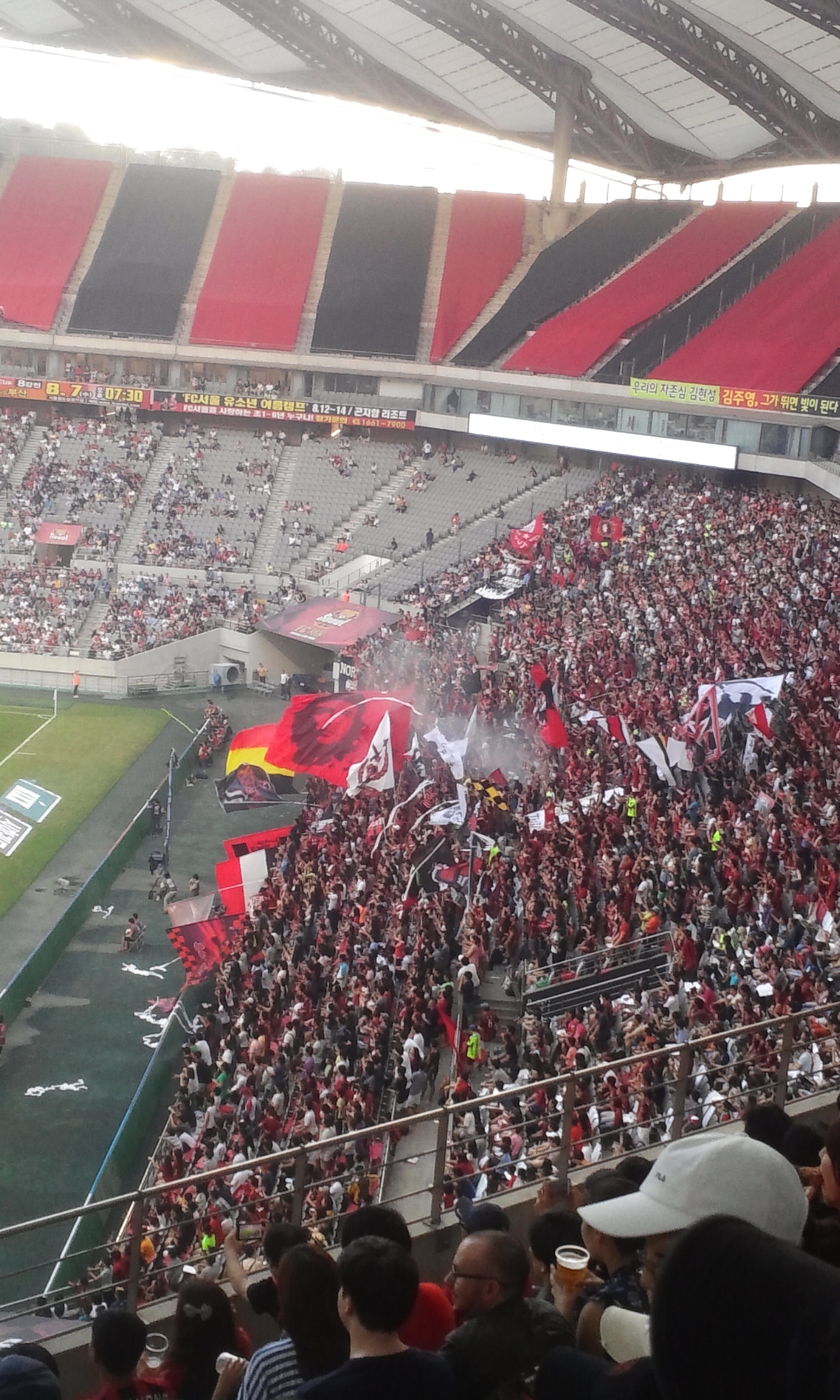
서울월드컵경기장 북측좌석의 서울 서포터들

최용수 감독 체제 1기는 황보관 감독의 사임과 동시에 최용수 수석 코치가 감독 대행으로 2011년 4월 26일 부임하면서 출범하였다. 최용수 감독 대행은 데뷔전이 4월 30일 제주 유나이티드전을 역전승으로 장식하며 빠르게 팀을 수습하였고 그 후 시즌 중에 구단 최다 연승인 7연승 신기록을 달성하였으며, K리그 정규시즌을 3위로 마쳤지만 플레이오프에서 울산 현대에 패하면서 AFC 챔피언스리그 진출권을 얻지 못하고 최종 순위 5위로 리그를 끝마쳤다. 하지만 구단으로부터 감독 대행 기간 동안 팀을 정상화하는 등 가능성을 보여준 것을 높게 평가받아 2011년 12월 9일 정식 감독으로 선임되어 FC 서울의 제10대 감독이 되었다.
정식 감독 첫해인 2012 시즌 선배인 박태하 전 대한민국 축구 국가대표팀 수석 코치와 박희도, 김주영 등을 영입했고, 김진규가 1년만에 구단으로 돌아왔다. 구단 내부에서는 시즌 목표를 AFC 챔피언스리그 진출 확보권인 3위로 잡았고 시즌 전 네이버 스포츠가 실시한 축구 전문가 및 축구전문기자의 시즌 예상에서 역시 서울을 우승 후보로 단독 지목한 전문가는 1명
밖에 없었다. 시즌 개막 초 최용수 감독과 데얀과의 불화 사건이 언론에 보도되는 등 좋지 않게 시즌 초반을 보냈으나 이를 원만히 해결하고 이후 시즌 내내 기복없는 전력을 발휘하며 29승 9무 6패, 승점 96점이라는 압도적인 성적으로 리그 종료 3경기를 앞두고 조기 우승을 확정하였고, 역대 최다 승점과 역대 최다승 우승이라는 기록을 세우며 구단 통산 5번째 우승을 달성하였다. 특히 이번 우승으로 최용수 감독은 K리그 역사에서 최초로 한 클럽에서 선수, 코치, 감독으로서 모두 우승을 경험한 첫 번째 축구인이 되었다. 또한 2012 시즌 K리그 대상 시상식에서 데얀의 K리그 최우수선수상 및 최다 관중을 기록한 클럽에게 주는 풀 스타디움상 등 개인·구단 등 각종 부문에서 13개의 상을 휩쓸었다. 하지만 최대 라이벌인 수원 삼성 블루윙즈를 상대로 한 차례도 승리하지 못한 것이 아쉬운 옥에 티로 남았다.
2013 시즌 지난 시즌 우승의 후유증으로 리그 전반기 부진을 겪었지만 여름부터 구단 최다 연승 타이 기록인 리그 7연승을 기록하여 다시 선두권에 복귀 하였고 2001-02 아시안 클럽 챔피언십에서 결승전에 진출했던 것에 이어 11년 만인 2013 AFC 챔피언스리그에서 결승전에 진출하며 다시 한 번 구단 역사상 최초의 아시아 정상 등극을 노렸다. 결승전에서 광저우 헝다와 1, 2차전 모두 승부를 가리지 못하는 접전을 벌였으나 원정팀 다득점 규칙으로 인해 준우승에 머물렀다.
2014 시즌을 앞두고 아디가 은퇴함과 동시에 데얀, 하대성 등 팀의 주축 선수들을 이적시켰다. 몰리나 역시 이적을 추진하였으나 협상이 지지부진하다 결렬되어 최종적으론 잔류하게 되었다. 떠난 선수들을 대체하기 위해 하파엘, 이웅희, 오스마르 등 새로운 선수들을 영입하여 대대적인 팀 리빌딩에 들어갔다. 전반기에는 하파엘 등 새로 영입된 선수들의 부진으로 강등권까지 내려가는 모습을 보였으나, 여름 이적 시장 전후로 몰리나가 부상에서 돌아오고 에벨톤 등이 합류하는 등 호재가 나타나 성적이 반등하기 시작하였다. 시즌 마지막 라운드에는 제주를 상대로 극적인 승리를 거두며 극적으로 3위를 차지하여 AFC 챔피언스리그 3라운드 플레이오프에 참가하게 되었다. 한편 2014년 7월 30일 서울월드컵경기장에서 개최된 바이엘 04 레버쿠젠과의 친선 경기에 앞서 창단 30주년 기념 행사의 일환으로 FC 서울의 역대 추억의 올드스타들이 한 자리에 모여 KBS 인기 예능 프로그램인 우리동네 예체능의 예체능팀과 축구 맞대결을 펼치기도 하였다.
2015 시즌 첫 경기로 열린 2015 AFC 챔피언스리그 플레이오프 3라운드에서는 하노이 T&T를 7대0으로 대파하여 본선에 진출하였다. 이후 2013 AFC 챔피언스리그 우승팀인 광저우 헝다, 가시마 앤틀러스, 그리고 2014 AFC 챔피언스리그 우승팀인 웨스턴 시드니 원더러스와 한 조에 편성됐고, 웨스턴 시드니 원더러스전에서 오심으로 골이 취소되는 등 우여곡절을 겪었지만 최종 라운드에서 가시마 앤틀러스를 꺾으며 죽음의 조에서 탈출하여 기적적으로 16강에 진출하였다.  2015년 3월 10일 알샤바브에서 뛰던 박주영이 2008년 이후 7년만에 친정팀에 복귀하게 되었다. FA컵 결승전에서 인천 유나이티드를 3대1로 제압하고 17년만의 FA컵 우승을 차지하였다. 32강전부터 90분 이내 5전 전승의 완벽한 우승이었으며 주장인 차두리 선수가 이 경기를 마지막으로 선수 은퇴를 선언하였다. 팀의 부주장인 오스마르는 K리그 외국인 필드 플레이어 역사상 처음으로 리그 전 경기(38경기)를 소화하였으며 이 기록으로 연말 리그 시상식에서 특별상을 수상하는 영광을 누렸다.
2016 시즌 중국 슈퍼리그에 진출하였던 데얀 다먀노비치가 복귀하며 과거 최용수, 김동진, 정조국, 박주영 등 팀에서 스타로 성장하여 해외 진출 후 다시 친정팀으로 복귀하는 클럽 전통을 다시 한번 공고히 하였다. 그리고, 주세종, 유현 등 선수를 영입하여 리그에서 연승행진을 달렸다.
작년부터 장쑤 쑤닝의 적극적인 러브콜을 받아온 최용수 감독은 장쑤의 끈질긴 구애에 2016년 6월 22일 안산 무궁화와의 2016년 FA컵 16강전에서 고별 경기를 가진 후 공식적으로 감독직을 내려놓고 장쑤의 감독으로 부임하였다. 최용수 감독의 후임으로 선정된 황선홍 감독이 유럽에서 귀국하기 전에, 김성재 수석 코치가 감독 대행이 되어 2016년 6월 25일 포항 스틸러스와의 K리그 클래식 원정경기를 담당했다.

### 황선홍 감독 체제 (2016–2018)
황선홍 감독 체제는 FC 서울이 2016년 6월 21일 최용수 감독의 후임이자 구단의 제11대 감독으로 황선홍 감독을 선임하면서 출범하였다. 황선홍 감독은 6월 27일에 공식 취임식을 가졌으며, FC 서울 감독으로서의 공식일정을 수행했고, 2016년 6월 29일 성남 FC와의 K리그 클래식 홈경기를 통해 지휘봉을 잡았다. 여름을 전후로 리그 1위에서 2위로 처지자 여름 이적 시장을 통해 곽태휘를 재영입하는 등 리그 반등을 노렸다. 그리고 리그 마지막 라운드 1위 전북과의 경기에서 후반전 박주영의 결승골에 힘입어 심판 매수 사건으로 승점 9점이 감점된 전북 현대 모터스를 꺾고, 극적으로 역전 우승하였다. 이로써 황선홍 감독은 2013 시즌에 포항 스틸러스를 극적인 역전 우승으로 이끈 데 이어 FC 서울의 사령탑으로서 두 번째 극적인 역전 우승을 이끌어냈다. 서울은 FA컵에서도 결승에 올라 더블 우승(K리그 클래식, FA컵 우승)을 노렸다. 서울은 수원 삼성 블루윙즈를 상대로 펼친 결승전에서 윤승원의 극적인 역전골로 1•2차전 합계 3-3 무승부를 기록하며 연장전에 돌입했다. 연장전에서도 승부가 가려지지 않아 승부차기에 돌입했으나 유상훈의 승부차기 실축으로 아쉽게도 더블 우승 달성에는 실패하였다.
최용수 감독이 구성한 선수단과 전술에 적은 변화를 주었던 황선홍 체제의 2016 시즌과 달리, 2017 시즌은 포항 스틸러스 시절에 보여주었던 황선홍 축구를 제대로 볼 수 있을 것으로 기대가 되었다. 유상훈, 김남춘, 윤주태가 상주 상무로 입대하고, 이상협은 인천 유나이티드으로, 최현태는 제주 유나이티드로, 팀의 핵심이었던 아드리아노가 스자좡 융창으로 각각 이적했다. 2016년 12월 28일에 라이벌 팀인 수원에서 측면 공격수인 이상호를 영입하였으며, 포항 스틸러스에서 뛰었던 측면 수비수 신광훈과 수원 FC에서 활약한 중앙 수비수 김근환을 영입하였다. 그 후, 2017년 1월 18일에 지난 시즌 FC 도쿄에서 뛰었던 하대성을 다카하기와의 트레이드를 통해 영입했고, 2017년 2월 1일에는 지난 시즌 전남 드래곤즈에서 뛰었던 마우링요를 영입했다. 그러나 기대했던 것과 달리 영입했던 선수들 중 몇몇이 좋은 모습을 보이지 못했고, 황선홍 축구의 색깔은 보이지 않았으며 AFC 챔피언스리그는 조별리그와 FA컵 16강 탈락을 맞보았다. 마우링요와 2017년 6월 25일에 계약해지를 했고, 김근환과는 2017년 6월 30일에 계약해지를 했으며, 다카하기와 트레이드된 하대성은 장기 부상으로 경기에 거의 나오지 못했다. 후반기 반등을 위해, 2017년 6월 20일에는 알아인에서 뛰던 이명주, 2017년 6월 26일에는 트락토르 사지에서 뛰던 칼레드 샤피에이를 연이어 영입했으며, 여름 이적 시장의 막바지인 2017년 7월 26일에는 샤르자 FC에서 뛰던 송진형을 영입하며 전력 보강을 마쳤다. 그러나 황선홍 축구의 색깔과 재미는 보이지 않았고, 성적까지 안 나오면서 리그 5위로 시즌을 마감하여 AFC 챔피언스리그 진출에도 실패하였다.
2018 시즌을 앞두고는 2017 시즌의 실패를 다시 맛보지 않겠다는 마음가짐으로 급진적인 리빌딩을 내세우며 박동진, 조영욱, 에반드로, 정현철, 김성준 등의 선수들을 영입하였다. 그 과정에서 주축 선수들이 많이 이탈했다. 데얀과는 재계약을 체결하지 않았고, 데얀이 구단의 라이벌인 수원 삼성 블루윙즈로 이적하자 큰 화제를 모았고 일부 팬들은 구단 홈페이지를 통해 항의글을 올렸으며, '데얀'이 마킹된 유니폼을 훼손하여 SNS에 올리는 등 분노와 실망감을 표출하기도 했다. 또다른 주축인 김치우가 부산 아이파크로 이적하고, 윤일록이 요코하마 F. 마리노스로 이적했으며, 2018 시즌을 앞두고 1년 재계약을 했던 오스마르마저 세레소 오사카로 1년 임대를 보내면서, 축구팬과 언론의 걱정 속에 시즌을 시작했다. 동계훈련부터 뚜렷한 결과를 내지 못했고 시즌 초반에 2017 시즌보다 더한 부진을 겪으면서 감독과 프런트를 향한 팬들의 신뢰는 깨졌고 황 감독과 프런트의 퇴진을 요구하는 팬들의 목소리가 커졌다. 박주영의 SNS 파동으로 감독과 선수의 불화설까지 불거지면서 리더십에까지 물음표가 붙었고, 2018년 4월 30일 황선홍 감독은 성적에 대한 책임을 지고 자진 사퇴했다.

### 이을용 감독 대행 체제 (2018)
이을용 감독 대행 체제는 황선홍 감독의 2018년 4월 30일 자진 사퇴 이후 FC 서울이 이을용 2군 코치를 감독 대행으로 선임하면서 시작되었고, 2018년 5월 2일 K리그1 경남 FC 원정을 통해 지휘봉을 잡았다. FC 서울이 2018 시즌은 다른 감독을 물색하지 않겠다고 못 박으면서, 2018 시즌은 이을용 감독 대행 체제로 진행 중이다. 이을용 감독 대행은 데뷔전에서 경남을 상대로 0-0 무승부를 거둔 후 이어진 슈퍼매치에서 2-1 승리를 이끌며 분위기를 반등시키고 2018년 FIFA 월드컵 휴식기를 보냈다. 여름 이적시장에서 윤석영, 보얀 마티치 등을 영입한 서울은 후반기 시작과 동시에 4경기 무패를 달리고 K리그1 3연승에 성공하는 등 달라진 모습을 보여주나 싶었지만, FA컵 (대한민국) 16강에서 제주에 져 탈락하고 리그에서도 8월 19일 전북전에서 0-2로 패한 후 7경기에서 2무 5패에 그치며 9위까지 수직 하락했다. 결국 9월 28일 이재하 단장이 성적 부진의 책임을 지고 사퇴했으며 GS칼텍스 서울 KIXX 강명원 단장이 후임으로 선임됐다. 하지만 여전히 부진한 모습을 보여줬고 급기야 32라운드에서 전남 드래곤즈에게 1:0 패배를 하면서 하위 스플릿 확정이 되었다. 결국 10월 11일 최용수 감독이 다시 선임되면서 이을용 감독 대행 체제는 6개월만에 그 막을 내렸다.

### 최용수 감독 체제 2기 (2018–2020)
최용수 감독 체제 2기는 2018년 10월 11일 최용수 감독이 사임한 지 2년 만에 다시 제12대 감독으로 선임되면서 출범하였다. 비록 2018년 12월 1일 상주 상무와의 K리그1 마지막 경기에서 패하며 구단 역사상 최초로 승강 플레이오프까지 내몰렸으나 1승 1무의 성적으로 K리그1 잔류를 확정지었다. K리그1 2019 시즌을 3위로 마무리하며 2020년 AFC 챔피언스리그 티켓을 획득하였다. K리그1 2020 시즌 개막 후 3승 1무 9패의 부진한 성적에 대한 책임을 지고 7월 30일 자진사퇴하였다. 그후 김호영 감독 대행을 선임하였으나 구단과 마찰끝에 사임 하였고 그후 박혁순 감독대행을 선임하였다. 시즌 종료후 AFC 챔피언스리그 참가를 위해서는 P급 지도자 자격증이 있는 감독이 필요한데 외부 감독을 선임 하지 못하였고 결국에는 당시 구단 스카우트였던 이원준 스카우트를 감독 대행으로 선임하였다. 이후 AFC 챔피언스리그는 조별리그 탈락을 하였고 이후 이원준 대행은 스카우트로 복귀하여 감독은 공석이 되었다.

### 박진섭 감독 체제 (2021)
지난 시즌 대행의 대행의 대행까지 나온더라 서울은 감독 선임을 중요 하게 생각하였다. 여러 후보들이 있었고 그중에 지난 시즌 광주 FC의 돌풍을 이끈 박진섭 감독을 초첨으로 맞추었다 하지만 박진섭 감독은 광주와의 계약이 남아 있어 위약금등의 문제가 발생 하는 문제가 있었다. 여러 논란 끝에 박진섭 감독은 광주와의 계약 해지후 FC 서울의 제13대 감독으로 선임되었다. 시즌 중 들쑥 날쑥 성적으로 하위권 성적을 유지 하였으며 결국에는 12위로 추락을 하였다. 반등의 기미가 보이지 않자 결국 9월 6일 성적 부진으로 인해 자진 사퇴하였다.

### 안익수 감독 체제 (2021–2023)
2021년 9월 6일 박진섭 감독이 성적 부진으로 사퇴하고 안익수 감독이 선입되었다. 2023 시즌 8월 19일 자진 사퇴를 발표하였고 8월 22일 구단에서 이를 수용하여 공식적으로 사임하였다.

### 김진규 감독 대행 체제 (2023)
2023년 8월 22일 김진규 감독 대행 체체가 출범하였다. 시즌종료후 팀을 떠났다.

### 김기동 감독 체제 (2024– )
2023년 12월 14일 김기동 김독의 선임이 공식 발표되었다. 
부임 후 첫 시즌에서 최종 4위를 기록하였다.

## 구단 문화

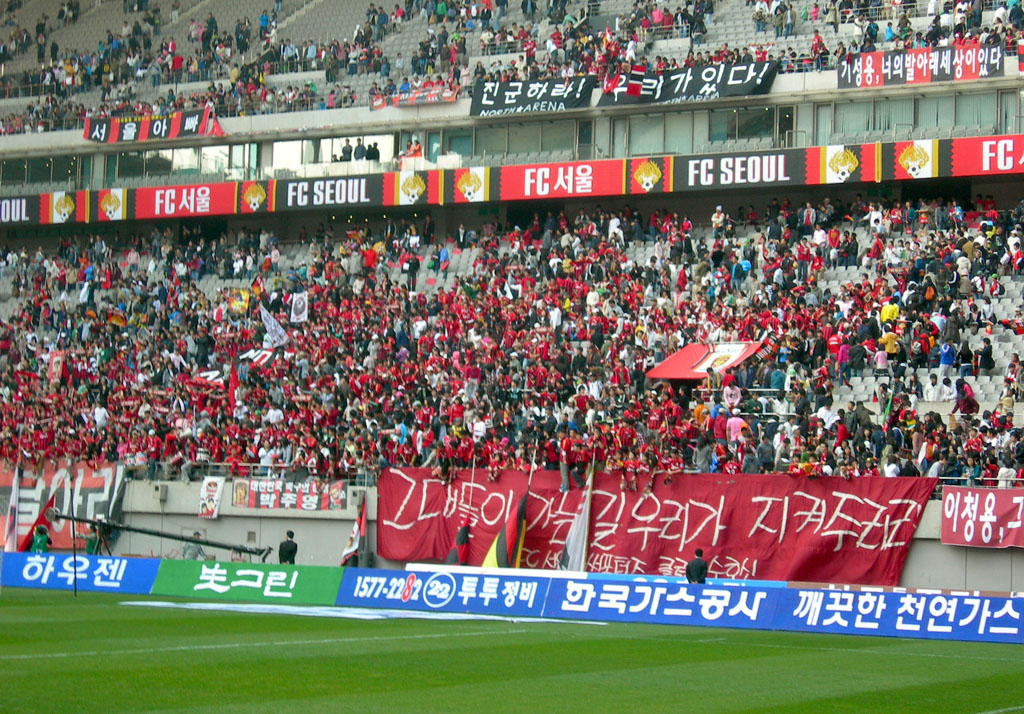
서울월드컵경기장에서 응원하는 FC 서울 서포터스

### 서포터스
FC 서울의 메인 서포터스 그룹은 2004년 3월에 만들어진 수호신이며 2009년 지지자연대 모임으로 변경되었다. 현재 서울아빠, 2006ASK, SEM, 레이피어, Gruppo THANATOS, ULTRAS GRITAR ,Nuestro Rossonero Fiesta ,Leader Crown 등의 소모임들이 연대를 구성하고 있다.
과거에 비해 연대에 속하지 않거나 탈퇴한 소모임들이 늘어나면서 현재는 연대의 규모가 많이 축소된 상태이다.
한편 웨스트스토리, BP365, 서울사람들, 서울의 밤, 황족과 같은 수호신 연대에 소속되지 않은 독자적인 소모임들도 많이 활동하고 있다.
또한 1980년대 럭키금성 황소 시절부터 시작해서 1990년대 LG 치타스의 동대문운동장 시절과 그 후 안양 LG 치타스 시절까지 다양한 올드팬층이 존재하며 디시인사이드 FC 서울 갤러리, FCSEOULITE 등 팬들의 인터넷 커뮤니티 활동 역시 활발하다.
한편 디시인사이드의 FC 서울 갤러리는 디시인사이드에 개설된 최초의 국내 프로축구단 갤러리이다.

### V맨과 V걸스
1990년대 후반 서포터스 응원 문화가 들어오면서 사라졌던 치어리더 응원이 2010년 3월 FC 서울 구단 주도하에 V맨과 V걸스로 재탄생하여 동쪽 일반석(E석) 응원단상에서 응원을 리드하고 그 외 장내외에서 각종 공연 그리고 구단 행사 참석 등을 하였다. 2019 시즌부터는 동쪽 일반석(E석) 응원 리드는 중단되었고 장내외 공연과 구단 행사 참석에 주력하고 있다.

## 경기장
FC 서울은 K리그에 지역연고제가 도입된 이후 과거 홈구장으로 대전공설운동장, 청주종합운동장, 천안오룡경기장 (1987–1989), 동대문운동장 (1990–1995), 안양종합운동장 (1996–2003), 목동운동장 (2001, 임시), 서울올림픽주경기장 (2021, 임시) 사용하였다. 2004년부터는 66,704석의 관중석을 갖춘 아시아 최대의 축구전용구장인 서울월드컵경기장을 홈구장으로 사용하고 있다. 그리고 경기도 구리시 아천동에 1988년 12월 천연잔디구장(3면)을 포함한 훈련장 시설을 완공한 것을 시작으로 현재 사계절 잔디구장을 포함한 천연잔디구장(3면), 인조잔디구장(1면) 그리고 웨이트트레이닝룸, 미팅룸, 물리치료실들을 갖춘 관리동으로 구성된 GS챔피언스파크를 조성해 클럽훈련장으로 사용하고 있다. 또한 월 2회 팬들에게 훈련장을 공개하고 선수들과의 만남을 가질 수 있는 프로그램도 운영하고 있다.

## 엠블럼과 마스코트
럭키금성 황소 (1983–1990), LG 치타스 (1991–1995), 안양 LG 치타스 (1996–2003) 시절 각각의 고유 엠블럼이 존재하였으며 2003년 2월 26일 창단 20주년 기념 행사의 의미로 숫자 '20'과 함께 역동적인 선수와 볼을 애니메이션으로 형상화한 창단 20주년 기념 엠블럼을 제작 발표했다.
특히 치타 마스코트는 1988년 서울 올림픽 마스코트인 호돌이를 디자인했던 김현 디자이너의 작품으로 2대 구단주였던 LG그룹 구본무 회장이 직접 마스코트 제작을 일일이 검토했다는 일화가 남아 있다.
현재의 엠블럼은 대한민국을 대표하는 수도 서울 연고 구단으로서의 이미지와 축구단 자립을 위한 장기적인 포석으로 구단명칭에서 기업명을 배제하기로 잠정 결정한 가운데 공모를 통해 응모한 후보작 중에서 31％(1809명)의 압도적인 비율을 차지한 "FC 서울"로 2004년 3월 19일 구단 공식명칭이 변경되면서 함께 발표되었다.
기본 외형은 기존의 서구적 방패형 또는 원형 엠블럼들과는 달리 홈구장으로 사용하는 서울 월드컵 경기장의 8각 방패연 지붕 이미지를 살려 다른 구단들과의 차별성과 함께 한국 전통에 대한 상징성을 부각하였으며, 그 안에 축구공과 함께 풍요와 정열을 상징하는 불타는 태양의 이미지를 한국적 문양으로 재구성, FC서울의 수호신으로 형상화하였다.
또한, 글로벌 명문구단으로의 도약을 위해 영문 구단명 ‘FC SEOUL’과 함께 방패연이 하늘 높이 떠 있는 모습을 시각적 라인으로 형상화하였으며 구단 창단연도인 1983년과 서울 연고지 복귀 원년인 2004년을 표현하여 한국 프로축구와 함께 해온 구단의 역사를 분명하게 나타내으며 엠블럼에 쓰인 3가지 색은 정열과 도전을 상징하는 적색과 풍요와 영광을 상징하는 금색, 세련미와 강인함을 상징하는 검은색을 조화롭게 적응하여 한국적(전통적)이며 국제적 감각이 느껴지도록 하였다.
마스코트 또한 럭키금성 황소 (1983–1990), LG 치타스 (1991–1995), 안양 LG 치타스 (1996–2003) 시절 각각의 황소, 치타를 형상화한 이미지의 마스코트가 존재하였으며 FC 서울의 현재 마스코트는 씨드(SSID)이며 Seoul & Sun In Dream의 약자이다. 생년월일은 2004년 4월 3일이고, 탄생지는 대한민국 서울월드컵경기장이다. FC 서울의 홈 경기 때마다 경기장에 나와 경기 중 익살스러운 행동과 적극적인 응원 유도로 많은 인기를 끌고 있다. 2009년까지 길게 찢어진 눈매를 가지고 있었으나 2010년부터 커다란 눈을 갖게 되었다. 과거 마스코트는 황소와 치타이며 이 마스코트들을 형상화한 깃발을 흔드는 팬들이 존재한다.
2018 시즌부터 새로운 마스코트로 서울이가 합류하였다.
아래 링크들은 FC 서울의 엠블럼과 마스코트에 관한 자료들이다.
- FC 서울 온라인 박물관 - FC 서울 엠블럼 변천사
- FC 서울 온라인 박물관 - FC 서울 마스코트 변천사
- FC 서울 25년사 - 223P

## 유니폼
FC 서울은 창단 후 K리그 참가 첫 시즌인 1984 시즌부터 1985 시즌까지는 제1유니폼과 제2유니폼 구분없이 빨간색 유니폼과 노란색 유니폼을 번갈아 착용하였으며, 1988 시즌부터 1994 시즌까지(제1기) 노란색 제1유니폼을 , 1995 시즌부터 2004 시즌까지(제2기) 주로 빨간색 제1유니폼을 착용하였다. 2005 시즌부터 현재까지는(제3기) 구단의 리그 참가 원년이었던 1984 시즌의 유니폼 색상에서 영감을 얻어 빨간색 바탕에 검은색 스트라이프를 조합한 이른바 '검빨 유니폼'을 착용하고 있으며, 빨간색과 검은색은 현재 구단의 대표 색상으로 자리잡았다. 
제1유니폼이 위와 같은 메인 컬러에 벗어난 경우는 1987 시즌 하얀색 유니폼 그리고 1999 시즌 7월 17일 전남 드래곤즈와의 경기부터 착용하기 시작하여2001 시즌까지 착용한 빨간색과 파란색 스트라이프 유니폼 등이 있다.
한편 2016 시즌에는 출시된 새 홈 유니폼이 두 번의 홈 경기만에 초도 물량 7000여 장이 완판된 기록이 있다. 동 시즌 6월에는 구단 역사상 창단 유니폼이자 첫 번째 K리그 우승(V1) 유니폼인 '1984–1985 레트로 유니폼'이 발매되었다.
다음의 링크들을 통해 FC 서울 유니폼 역사에 관한 상세한 자료들을 확인할 수 있다.
- FC 서울 온라인 박물관 - FC 서울 유니폼 변천사
- FC 서울 비디오 아카이브 - FC 서울 유니폼 변천사
- FC 서울 25년사 - 224 페이지

| 1984–1985 · 홈팀 배정시 · 빨간색 유니폼 · 노란색 유니폼 · 교대로 착용 | 1984–1985 · 제1유니폼과 · 제2유니폼의 · 구분 개념 없음 · (1) | 1986 · 빨간색 · 제1유니폼 착용 · 0 · 0 | 1987 · 하얀색 · 제1유니폼 착용 · 0(2) · 0 | 1988–1994 · 노란색 · 제1유니폼 착용 · 0 · 0 | 1995–1999.07 · 2002–2004 · 빨간색 · 제1유니폼 착용 · 0 | 1999.07–2001 · 빨간색ㆍ파란색 스트라이프 · 제1유니폼 착용 · 0 | 2005–현재 · 빨간색ㆍ검은색 스트라이프 · 제1유니폼 착용 · 0 |  |

(1) 1984시즌과 1985시즌에서 홈팀으로 배정된 경기에서도 빨간색 유니폼과 노란색 유니폼을 교대로 착용하였으며,
000빨간색과 노란색 유니폼 중 명확하게 어느 색상의 유니폼이 제1유니폼인지를 입증할 수 있는 근거자료는 현재까지 발견된 것이 없다.

000참고로 홈팀으로 배정되어 1984년 3월 31일 당시 서울운동장에서 치러진 창단 후 첫 공식경기 K리그 할렐루야 축구단과의 경기에서도 빨간색 유니폼을 착용하였으며,
000역시 홈팀으로 배정되어
K리그 첫 우승을 최종 확정한 1985년 9월 22일 상무 축구단과의 경기에서도 빨간색 유니폼을 착용하였다.
(2) 광역지역연고제가 도입되어 처음으로 홈 앤드 어웨이 방식으로 시행된 1987시즌에는 프로야구처럼 프로축구 모든 팀들이
000홈에서 하얀색 유니폼을 착용하였고 원정에서는 팀 고유의 색상이 들어간 유니폼을 착용하였다.
0001988시즌에 다시 홈팀이 고유 색상의 유니폼, 원정팀들이 하얀색 유니폼 착용으로 재변경되었다.

## 캐치프레이즈
| 시즌      | 캐치프레이즈                                                                        | 비고 |
| --------- | ----------------------------------------------------------------------------------- | --- |
| 1992      | 재미있는 축구, 깨끗한 플레이, LG치타스 (전반기) 축구사랑, 팬사랑, LG치타스 (후반기) | - 경기장 현수막에 사용 |
| 1995      | 서울사랑, 팬사랑, LG치타스                                                          | - 경기장 현수막에 사용 |
| 2004      | Go Together, FC서울                                                                 | - 팬공모를 통한 구단 선정 |
| 2005      | Grand Slam 2005                                                                     | - 팬공모를 통한 구단 선정 |
| 2006      | HIT 2006!                                                                           | - 팬공모를 통한 구단 선정 - 리그컵 우승 (2006) |
| 2007–2015 | Soul of Seoul, FC SEOUL                                                             | - 팬공모를 통한 구단 선정 (→ 이후 팬공모를 통한 캐치프레이즈 선정 중단) - Soul of Seoul, FC SEOUL은 계속해서 각종 홍보물과 상품 등에 사용되며 구단 모토로 발전 - K리그1 우승 (2010･2012), FA컵 우승 (2015), 리그컵 우승 (2010) |
| 2016–2017 | Champion, Like Always                                                               | - 전지훈련 중 데얀이 시즌 예상 질문에 Champion, Like Always (챔피언, 언제나 그랬듯이)라고 답변한 것에서 유래 - 구단에서 이 문구를 캐치프레이즈 및 각종 홍보물과 상품 등에 사용 - K리그1 우승 (2016)                            |
| 2019      | 팬과 함께 2019!                                                                     | |
| 2020      | THE SEOULDAUM                                                                       | |

## 우승 기록

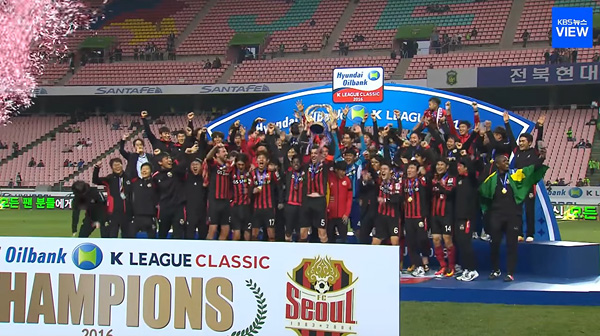
2016년 11월 6일, K리그1 우승 트로피 시상식

### 국내 대회

#### 리그
- K리그1

● 우승 (6): 1985, 1990, 2000, 2010, 2012, 2016
● 준우승 (5): 1986, 1989, 1993, 2001, 2008

#### 컵
- 코리아컵

● 우승 (2): 1998, 2015
● 준우승 (3): 2014, 2016, 2022
- 리그컵

● 우승 (2): 2006, 2010
● 준우승 (4): 1992, 1994, 1999, 2007
- 슈퍼컵

● 우승 (1): 2001
● 준우승 (1): 1999
- 전국축구선수권대회

● 우승 (1): 1988

### 국제 대회

#### 아시아 대회
- AFC 챔피언스리그

● 준우승 (1): 2013
- 아시안 클럽 챔피언십

● 준우승 (1): 2001-02

### 친선 대회
- 사이타마 시티컵

● 우승 (1): 2017

### 더블 우승
1. 2010 시즌 — K리그1 우승 & 리그컵 우승

## 기록과 통계

### 역대 시즌 통계
※ K리그 경기 결과는 정규시즌 결과만 기재하며, 포스트시즌 (1986–2011: 챔피언십, 2013–현재: 승강 플레이오프) 결과는 별도로 기재한다.
※ 1993, 1998 1999, 2000 시즌은 무승부 시 승부차기가 시행되었으며, 승부차기를 무승부로 처리하는 규정에 근거한 승무패는 별도로 아래에 "( )" 안에 표기하였다.
※ 2004, 2005, 2006 시즌의 리그순위는 전후기리그 통합승점 순위표의 순위이다.
※ 아: 아디다스컵, 프: 프로스펙스컵, 필: 필립모리스코리아컵, 대: 대한화재컵, 삼: 삼성 하우젠컵, 피: 피스컵 코리아, 포: 포스코컵를 의미한다.
| 시즌 | K리그  | K리그 | K리그  | K리그  | K리그   | K리그  | K리그   | K리그 | K리그 | K리그 | K리그 | 리그컵        | FA컵           | 슈퍼컵    | ACL       | 감독                                       |
| 시즌 | 디비전 | 팀수  | 순위   | 경기수 | 승      | 무     | 패      | 득    | 실    | 차    | 승점  | 리그컵        | FA컵           | 슈퍼컵    | ACL       | 감독                                       |
| ---- | ------ | ----- | ------ | ------ | ------- | ------ | ------- | ----- | ----- | ----- | ----- | ------------- | -------------- | --------- | --------- | ------------------------------------------ |
| 1984 | 1부    | 8     | 7위    | 28     | 8       | 6      | 14      | 38    | 45    | –7    | 33    |               |                |           |           | 박세학                                     |
| 1985 | 1부    | 8     | 우승   | 21     | 10      | 7      | 4       | 35    | 19    | +16   | 27    |               |                |           |           | 박세학                                     |
| 1986 | 1부    | 6     | 준우승 | 20     | 10      | 7      | 3       | 28    | 17    | +11   | 27    | 5위 (프로)[1] |                |           | 진출 실패 | 박세학                                     |
| 1987 | 1부    | 5     | 5위    | 32     | 7       | 7      | 18      | 26    | 55    | -29   | 21    | 미개최        |                |           | 대회 기권 | 박세학                                     |
| 1988 | 1부    | 5     | 4위    | 24     | 6       | 11     | 7       | 22    | 29    | –7    | 23    | 미개최        | 우승 (전국)[2] |           | 진출 실패 | 고재욱 (대)                                |
| 1989 | 1부    | 6     | 준우승 | 40     | 15      | 17     | 8       | 53    | 40    | +13   | 47    | 미개최        | 4강 (전국)[2]  |           | 진출 실패 | 고재욱                                     |
| 1990 | 1부    | 6     | 우승   | 30     | 14      | 11     | 5       | 40    | 25    | +15   | 39    | 미개최        |                |           | 진출 실패 | 고재욱                                     |
| 1991 | 1부    | 6     | 6위    | 40     | 9       | 15     | 16      | 44    | 53    | –9    | 33    | 미개최        |                |           | 진출 실패 | 고재욱                                     |
| 1992 | 1부    | 6     | 4위    | 30     | 8       | 13     | 9       | 30    | 35    | –5    | 29    | 준우승 (아)   |                |           | 대회 불참 | 고재욱                                     |
| 1993 | 1부    | 6     | 준우승 | 30     | 18 (10) | 0 (11) | 12 (9)  | 28    | 29    | –1    | 59    | 4위 (아)      |                |           | 진출 실패 | 고재욱                                     |
| 1994 | 1부    | 7     | 5위    | 30     | 12      | 7      | 11      | 53    | 50    | +3    | 43    | 준우승 (아)   |                |           | 진출 실패 | 조영증                                     |
| 1995 | 1부    | 8     | 8위    | 28     | 5       | 10     | 13      | 29    | 43    | –14   | 25    | 6위 (아)      |                |           | 진출 실패 | 조영증                                     |
| 1996 | 1부    | 9     | 9위    | 32     | 8       | 8      | 16      | 44    | 56    | –12   | 32    | 8위 (아)      | 16강           |           | 진출 실패 | 조영증 박항서 (대)                         |
| 1997 | 1부    | 10    | 9위    | 18     | 1       | 8      | 9       | 15    | 27    | –12   | 11    | 10위 (아)     | 4강            |           | 진출 실패 | 박병주                                     |
| 1997 | 1부    | 10    | 9위    | 18     | 1       | 8      | 9       | 15    | 27    | –12   | 11    | A조 3위 (프)  | 4강            |           | 진출 실패 | 박병주                                     |
| 1998 | 1부    | 10    | 8위    | 18     | 9 (8)   | 0 (2)  | 9 (8)   | 28    | 28    | 0     | 23    | 4강 (아)      | 우승           |           | 진출 실패 | 박병주                                     |
| 1998 | 1부    | 10    | 8위    | 18     | 9 (8)   | 0 (2)  | 9 (8)   | 28    | 28    | 0     | 23    | 3위 (필)      | 우승           |           | 진출 실패 | 박병주                                     |
| 1999 | 1부    | 10    | 9위    | 27     | 10 (8)  | 0 (4)  | 17 (15) | 38    | 52    | –14   | 24    | 준우승 (아)   | 4강            | 준우승    | 진출 실패 | 조광래                                     |
| 1999 | 1부    | 10    | 9위    | 27     | 10 (8)  | 0 (4)  | 17 (15) | 38    | 52    | –14   | 24    | B조 4위 (대)  | 4강            | 준우승    | 진출 실패 | 조광래                                     |
| 2000 | 1부    | 10    | 우승   | 27     | 19 (17) | 0 (5)  | 8 (5)   | 46    | 25    | +21   | 53    | 4강 (아)      | 8강            | 진출 실패 | 8강[3]    | 조광래                                     |
| 2000 | 1부    | 10    | 우승   | 27     | 19 (17) | 0 (5)  | 8 (5)   | 46    | 25    | +21   | 53    | A조 5위 (대)  | 8강            | 진출 실패 | 8강[3]    | 조광래                                     |
| 2001 | 1부    | 10    | 준우승 | 27     | 11      | 10     | 6       | 30    | 23    | +7    | 43    | A조 4위 (아)  | 8강            | 우승      | 진출 실패 | 조광래                                     |
| 2002 | 1부    | 10    | 4위    | 27     | 11      | 7      | 9       | 37    | 30    | +7    | 40    | 4강 (아)      | 32강           | 진출 실패 | 준우승[4] | 조광래                                     |
| 2003 | 1부    | 12    | 8위    | 44     | 14      | 14     | 16      | 69    | 68    | +1    | 56    | 미개최        | 32강           | 미개최    | 진출 실패 | 조광래                                     |
| 2004 | 1부    | 13    | 5위    | 24     | 7       | 12     | 5       | 20    | 17    | +3    | 33    | 12위 (삼)     | 16강           | 진출 실패 | 진출 실패 | 조광래                                     |
| 2005 | 1부    | 13    | 7위    | 24     | 8       | 8      | 8       | 37    | 32    | +5    | 32    | 5위 (삼)      | 16강           | 진출 실패 | 진출 실패 | 이장수                                     |
| 2006 | 1부    | 14    | 4위    | 26     | 9       | 12     | 5       | 31    | 22    | +9    | 39    | 우승 (삼)     | 8강            | 진출 실패 | 진출 실패 | 이장수                                     |
| 2007 | 1부    | 14    | 7위    | 26     | 8       | 13     | 5       | 23    | 16    | +7    | 37    | 준우승 (삼)   | 8강            | 대회 중단 | 진출 실패 | 귀네슈                                     |
| 2008 | 1부    | 14    | 준우승 | 26     | 15      | 9      | 2       | 44    | 25    | +19   | 54    | A조 3위 (삼)  | 32강           | 대회 중단 | 진출 실패 | 귀네슈                                     |
| 2009 | 1부    | 15    | 5위    | 28     | 16      | 5      | 7       | 47    | 27    | +20   | 53    | 4강 (피)      | 16강           | 대회 중단 | 8강       | 귀네슈                                     |
| 2010 | 1부    | 15    | 우승   | 28     | 20      | 2      | 6       | 58    | 26    | +32   | 62    | 우승 (포)     | 16강           | 대회 중단 | 진출 실패 | 빙가다                                     |
| 2011 | 1부    | 16    | 5위    | 30     | 16      | 7      | 7       | 56    | 38    | +18   | 55    | 8강 (러)      | 8강            | 대회 중단 | 8강       | 황보관 최용수 (대)                         |
| 2012 | 1부    | 16    | 우승   | 44     | 29      | 9      | 6       | 76    | 42    | +34   | 96    | 대회 중단     | 16강           | 대회 중단 | 진출 실패 | 최용수                                     |
| 2013 | 1부    | 14    | 4위    | 38     | 17      | 11     | 10      | 59    | 46    | +13   | 62    | 대회 중단     | 8강            | 대회 중단 | 준우승    | 최용수                                     |
| 2014 | 1부    | 12    | 3위    | 38     | 15      | 13     | 10      | 42    | 28    | +14   | 58    | 대회 중단     | 준우승         | 대회 중단 | 4강       | 최용수                                     |
| 2015 | 1부    | 12    | 4위    | 38     | 17      | 11     | 10      | 52    | 44    | +8    | 62    | 대회 중단     | 우승           | 대회 중단 | 16강      | 최용수                                     |
| 2016 | 1부    | 12    | 우승   | 38     | 21      | 7      | 10      | 67    | 46    | +21   | 70    | 대회 중단     | 준우승         | 대회 중단 | 4강       | 최용수 황선홍                              |
| 2017 | 1부    | 12    | 5위    | 38     | 16      | 13     | 9       | 56    | 42    | +14   | 61    | 대회 중단     | 16강           | 대회 중단 | 조별 리그 | 황선홍                                     |
| 2018 | 1부    | 12    | 11위   | 38     | 9       | 13     | 16      | 40    | 48    | –8    | 40    | 대회 중단     | 16강           | 대회 중단 | 진출 실패 | 황선홍 이을용 (대) 최용수                  |
| 2019 | 1부    | 12    | 3위    | 38     | 15      | 11     | 12      | 53    | 49    | +4    | 56    | 대회 중단     | 32강           | 대회 중단 | 진출 실패 | 최용수                                     |
| 2020 | 1부    | 12    | 9위    | 27     | 8       | 5      | 14      | 23    | 44    | –21   | 29    | 대회 중단     | 8강            | 대회 중단 | 조별 리그 | 최용수 김호영 (대) 박혁순 (대) 이원준 (대) |
| 2021 | 1부    | 12    | 7위    | 38     | 12      | 11     | 15      | 46    | 46    | 0     | 47    | 대회 중단     | 3라운드        | 대회 중단 | 진출 실패 | 박진섭 안익수                              |
| 2022 | 1부    | 12    | 9위    | 38     | 11      | 13     | 14      | 43    | 47    | –21   | 46    | 대회 중단     | 준우승         | 대회 중단 | 진출 실패 | 안익수                                     |
| 2023 | 1부    | 12    | 7위    | 38     | 14      | 13     | 11      | 63    | 49    | +14   | 55    | 대회 중단     | 3라운드        | 대회 중단 | 진출 실패 | 안익수 김진규 (대)                         |
| 2024 | 1부    | 12    | 4위    | 38     | 16      | 10     | 12      | 55    | 42    | +13   | 58    | 대회 중단     | 8강            | 대회 중단 | 진출 실패 | 김기동                                     |

1. 당시 공식 대회명칭은 프로축구선수권대회로 K리그에서 리그 이외 별도로 실시된 최초의 대회로 리그컵의 시초이다.
2. 당시 공식 대회명칭은 전국축구선수권대회로 2001년 FA컵대회로 통합되었다.
3. 당시 공식 대회명칭은 1999-2000 아시안 컵 위너스컵으로 아시안 컵 위너스컵은 2002-03 AFC 챔피언스리그에 통합되었다.
4. 당시 공식 대회명칭은 2001-02 아시안 클럽 챔피언십으로 2002-03 AFC 챔피언스리그로 대회명칭을 개명하고 확대 재출범하였다.

#### K리그 챔피언십기록
| 시즌 | 팀수 | 진출자격 | 최종순위 | 경기수 | 승 | 무 | 패 | 득 | 실 | 차 | 승부차기                    | 감독          |
| ---- | ---- | -------- | -------- | ------ | -- | -- | -- | -- | -- | -- | --------------------------- | ------------- |
| 1986 | 2    | 추계 1위 | 준우승   | 2      | 0  | 1  | 1  | 1  | 2  | –1 | N/A                         | 박세학        |
| 2000 | 4    | 정규 1위 | 우승     | 2      | 1  | 1  | 0  | 5  | 2  | +1 | 4-2 승 (챔피언결정전 2차전) | 조광래        |
| 2006 | 4    | 정규 4위 | 4위      | 1      | 0  | 0  | 1  | 0  | 1  | –1 | N/A                         | 이장수        |
| 2008 | 6    | 정규 2위 | 준우승   | 2      | 1  | 1  | 1  | 6  | 5  | +1 | N/A                         | 셰놀 귀네슈   |
| 2009 | 6    | 정규 3위 | 5위      | 1      | 0  | 1  | 0  | 1  | 1  | 0  | 2-3 패 (6강 PO)             | 셰놀 귀네슈   |
| 2010 | 6    | 정규 1위 | 우승     | 2      | 1  | 1  | 0  | 4  | 3  | +1 | N/A                         | 넬루 빙가다   |
| 2011 | 6    | 정규 3위 | 5위      | 1      | 0  | 0  | 1  | 1  | 3  | –2 | N/A                         | 최용수 (대행) |

#### K리그 승강 플레이오프기록
| 시즌 | 팀수 | 리그순위 | 최종결과  | 경기수 | 승 | 무 | 패 | 득 | 실 | 차 | 승부차기 | 감독   |
| ---- | ---- | -------- | --------- | ------ | -- | -- | -- | -- | -- | -- | -------- | ------ |
| 2018 | 2    | 11위     | 잔류 성공 | 2      | 1  | 1  | 0  | 4  | 2  | +2 | N/A      | 최용수 |

### 역대 통산 전적
※ 2018 시즌 종료 시점 기준

※ 승부차기 결과는 무승부로 계산되었다.

※ 기권승과 기권패도 전적에 포함되었으며 득실은 고려하지 않고 승패만 계산되었다.

※ 한국프로축구연맹이 비공식 경기로 간주하고 있는 K리그 1986 시즌 챔피언결정전 2경기 (1무 1패, 1득점 2실점), 1992년 리그컵 1992 2경기 (1무 1패, 2득점 4실점) 이렇게 총 4경기의 전적은 기타로 구분하여 합산하였다.

※ 승률은 승리한 경기 수를 전체 경기 수로 나누어 계산하였다. 소수점 이하는 셋째 자리에서 반올림 하였다.

| 대회               | 구분                  | 시즌         | 경기수 | 승  | 무  | 패  | 득점  | 실점  | 득실차 | 승률    | 비고                                           |
| ------------------ | --------------------- | ------------ | ------ | --- | --- | --- | ----- | ----- | ------ | ------- | ---------------------------------------------- |
| K리그              | K리그1                | 1984–2018    | 1067   | 418 | 329 | 320 | 1458  | 1263  | +195   | 39.66%  |                                                |
| K리그              | 리그컵                | 1986–2011    | 197    | 73  | 57  | 67  | 252   | 238   | +14    | 37.06%  |                                                |
| K리그              | K리그 통산            | 1984–2016    | 1,188  | 466 | 360 | 362 | 1,614 | 1,411 | +203   | 39.23%  |                                                |
| FA컵               | N/A                   | 1996–2016    | 57     | 32  | 9   | 16  | 113   | 70    | +43    | 56.14%  |                                                |
| 전국축구선수권대회 | N/A                   | 1988, 1989   | 7      | 6   | 0   | 1   | 13    | 5     | +8     | 85.71%  |                                                |
| 대한민국 슈퍼컵    | N/A                   | 1999, 2001   | 2      | 1   | 0   | 1   | 3     | 6     | –3     | 50.00%  |                                                |
| AFC 챔피언스리그   | AFC 챔피언스리그 본선 | 1986–2016    | 72     | 30  | 26  | 16  | 119   | 76    | +43    | 41.67%  | 1986 아시안 클럽 챔피언십 기권패 (1패) 포함    |
| AFC 챔피언스리그   | AFC 챔피언스리그 예선 | 2014         | 1      | 1   | 0   | 0   | 7     | 0     | +7     | 100.00% |                                                |
| AFC 챔피언스리그   | AFC 챔피언스리그 통산 | 1986–2016    | 73     | 31  | 26  | 16  | 126   | 76    | +50    | 42.47%  |                                                |
| 아시안 컵위너스컵  | N/A                   | 1999/2000    | 4      | 2   | 0   | 2   | 2     | 5     | -3     | 50.00%  | 1999–2000 아시안 컵 위너스컵 기권승 (2승) 포함 |
| 기타               | K리그1 비공식 경기    | 1986         | 2      | 0   | 1   | 1   | 1     | 2     | –1     | 0%      | 1986 K리그 챔피언결정전                        |
| 기타               | 리그컵 비공식 경기    | 1992         | 2      | 0   | 1   | 1   | 2     | 4     | –2     | 0%      | 1992 리그컵 결승전                             |
| 기타               | 비공식 경기 통산      | 1986, 1992   | 4      | 0   | 2   | 2   | 3     | 6     | –3     | 0%      |                                                |
| 전 대회 통산       | 전 대회 통산          | 전 대회 통산 | 1,335  | 538 | 397 | 400 | 1,874 | 1,579 | +295   | 40.30%  |                                                |

### 관중 기록

#### 총관중과 평균관중 기록
※ 시즌 총관중수는 K리그 정규시즌, K리그 포스트시즌(2004–2011: 챔피언십, 2013–현재: 승강 플레이오프), 리그컵, FA컵, AFC 챔피언스리그의 공식 홈경기 관중수의 총계이며 친선 경기 관중수는 포함하지 않는다.

※ K리그 시즌 총관중수는 K리그 정규시즌, K리그 포스트시즌(2004–2011: 챔피언십, 2013–현재: 승강 플레이오프), 리그컵의 공식 홈경기 관중수의 총계이다.

※ 객단가와 입장수입 자료는 K리그 홈경기만을 대상으로 산출되었다.
| 시즌      | 시즌 총관중                        | K리그 총관중                       | 정규시즌 평균관중                  | 포스트시즌 평균관중                | 리그컵 평균관중                    | FA컵 총관중 / 평균관중             | ACL 총관중 / 평균관중              | 친선경기 관중                                   | 관중 순위                                              | 객단가 및 입장수입                            | 유료관중 비율                      | 비고                                                                              |
| --------- | ---------------------------------- | ---------------------------------- | ---------------------------------- | ---------------------------------- | ---------------------------------- | ---------------------------------- | ---------------------------------- | ----------------------------------------------- | ------------------------------------------------------ | --------------------------------------------- | ---------------------------------- | --------------------------------------------------------------------------------- |
| 1984–2003 | 공식 관중수 신뢰성 불확실로 미기재 | 공식 관중수 신뢰성 불확실로 미기재 | 공식 관중수 신뢰성 불확실로 미기재 | 공식 관중수 신뢰성 불확실로 미기재 | 공식 관중수 신뢰성 불확실로 미기재 | 공식 관중수 신뢰성 불확실로 미기재 | 공식 관중수 신뢰성 불확실로 미기재 | 공식 관중수 신뢰성 불확실로 미기재              | 공식 관중수 신뢰성 불확실로 미기재                     | 공식 관중수 신뢰성 불확실로 미기재            | 공식 관중수 신뢰성 불확실로 미기재 | 공식 관중수 신뢰성 불확실로 미기재                                                |
| 2004      | 223,529                            | 223,529                            | 15,363                             | 진출 실패                          | 6,529                              | 홈경기 미개최                      | 진출 실패                          | 친선경기 미개최                                 |                                                        |                                               |                                    |                                                                                   |
| 2005      | 458,605                            | 458,605                            | 22,010                             | 진출 실패                          | 32,415                             | 홈경기 미개최                      | 진출 실패                          | 17,211 (vs 보카 주니어스)                       | K리그 시즌 총관 1위 정규시즌 평관 2위                  |                                               |                                    |                                                                                   |
| 2006      | 357,231                            | 315,698                            | 18,782                             | 홈경기 미개최                      | 11,921                             | 41,533 / 13,844                    | 진출 실패                          | 61,235 (vs FC 도쿄)                             | K리그 시즌 총관 2위 정규시즌 평관 2위                  |                                               |                                    | FA컵 8강 수원 삼성전 38,533명 역대 FA컵 최다 관중 기록 FC 도쿄 친선경기 무료 관중 |
| 2007      | 411,362                            | 379,903                            | 21,515                             | 진출 실패                          | 14,315                             | 31,459 / 31,459                    | 진출 실패                          | 약 65,000 (vs 맨체스터 UTD)                     | K리그 시즌 총관 2위 정규시즌 평관 2위                  |                                               |                                    |                                                                                   |
| 2008      | 398,757                            | 398,757                            | 20,868                             | 32,485                             | 12,499                             | 홈경기 미개최                      | 진출 실패                          | 약 34,000 (vs LA 갤럭시) 약 41,500 (vs FC 도쿄) | K리그 시즌 총관 2위 정규시즌 평관 2위                  |                                               |                                    | 포스트시즌: K리그 챔피언십 2경기 평균관중                                         |
| 2009      | 319,250                            | 270,624                            | 16,779                             | 13,116                             | 11,300                             | 1,315 / 1,315                      | 47,311 / 11,828                    | 약 65,000 (vs 맨체스터 UTD)                     | K리그 시즌 총관 2위 정규시즌 평관 2위                  |                                               |                                    | 포스트시즌: K리그 챔피언십 1경기 평균관중                                         |
| 2010      | 547,592                            | 546,397                            | 30,849                             | 56,759                             | 14,439                             | 1,195 / 1,195                      | 진출 실패                          | 친선경기 미개최                                 | K리그 시즌 총관 1위 정규시즌 평관 1위                  |                                               |                                    | 포스트시즌: K리그 챔피언십 1경기 평균관중                                         |
| 2011      | 520,138                            | 448,027                            | 27,815                             | 30,799                             | 대회 중단                          | 3,733 / 3,733                      | 68,378 / 13,676                    | 친선경기 미개최                                 | K리그 시즌 총관 1위 정규시즌 평관 1위                  |                                               |                                    | 포스트시즌: K리그 챔피언십 1경기 평균관중                                         |
| 2012      | 467,649                            | 451,045                            | 20,502                             | 챔피언십 중단                      | 대회 중단                          | 16,604 / 8,302                     | 진출 실패                          | 친선경기 미개최                                 | K리그 총관 1위 K리그 평관 1위                          |                                               |                                    |                                                                                   |
| 2013      | 451,845                            | 315,540                            | 16,607                             | N/A                                | 대회 중단                          | 11,945 / 3,982                     | 124,360 / 17,766                   | 친선경기 미개최                                 | K리그 총관 2위 K리그 평관 2위                          | 객단가 6,452원 (1위) 입장수입 약 20억원 (1위) | 79%                                |                                                                                   |
| 2014      | 424,405                            | 323,244                            | 17,013                             | N/A                                | 대회 중단                          | 36,901 / 12,300                    | 64,260 / 10,710                    | 46,722 (vs 바이어 04 레버쿠젠)                  | K리그 총관 2위 K리그 평관 2위                          | 객단가 6,322원 (1위) 입장수입 약 20억원 (1위) | 87%                                |                                                                                   |
| 2015      | 406,820                            | 326,269                            | 17,172                             | N/A                                | 대회 중단                          | 34,634 / 11,545                    | 45,917 / 9,183                     | 친선경기 미개최                                 | K리그 총관 2위 K리그 평관 2위                          | 9,485원 (1위) 입장수입 약 31억원 (1위)        | 86.5%                              |                                                                                   |
| 2016      | 474,044                            | 342,134                            | 18,007                             | N/A                                | 대회 중단                          | 53,645 / 10,729                    | 78,265 / 13,044                    | 친선경기 미개최                                 | K리그 총관 1위 K리그 평관 1위                          | 10,287원 (1위) 입장수입 3,519,507,978원 (1위) | 86.4%                              |                                                                                   |
| 2017      | 345,260                            | 310,061                            | 16,319                             | N/A                                | 대회 중단                          | 6,733 / 3,367                      | 28,466 / 9,489                     | 홈경기 미개최                                   | K리그 총관 1위 K리그 평관 1위 한국 프로스포츠 평관 1위 | 10,182원 (2위) 입장수입 3,156,949,999원 (1위) | 85.6%                              |                                                                                   |
| 2018      | 232,108                            | 228,299                            | 11,566                             | 8,554                              | 대회 중단                          | 3,809 / 3,809                      | 진출 실패                          | 친선경기 미개최                                 | K리그 총관 2위 K리그 평관 2위                          |                                               |                                    | 포스트시즌: K리그 승강 플레이오프 1경기 평균관중                                  |

#### FC 서울 보유 관중 신기록
| 기록                                                | 일자 / 시즌 | 경기수 | 관중수    | 비고                                                                                           |
| --------------------------------------------------- | ----------- | ------ | --------- | ---------------------------------------------------------------------------------------------- |
| 프로스포츠 단일 경기 최다 관중 신기록               | 2010-05-05  | 1      | 60,747명  |                                                                                                |
| K리그 챔피언십 단일 경기 최다 관중 신기록           | 2010-12-05  | 1      | 56,759명  |                                                                                                |
| K리그 단일 정규시즌 최다 평균관중 신기록            | 2010 시즌   | 14     | 30,849명  | 정규시즌 14경기 K리그 사상 최초 리그 3만 평균관중 신기록 수립                                  |
| K리그 단일 정규시즌+포스트시즌 최다 평균관중 신기록 | 2010 시즌   | 15     | 32,576명  | 정규시즌 14경기, 챔피언결정전 1경기                                                            |
| K리그 단일 정규시즌+포스트시즌 최다 총관중 신기록   | 2010 시즌   | 15     | 488,641명 | 정규시즌 14경기, 챔피언결정전 1경기                                                            |
| K리그 단일 시즌 최다 총관중 신기록                  | 2010 시즌   | 19     | 546,397명 | 정규시즌 14경기, 챔피언결정전 1경기, 리그컵 4경기 K리그 사상 최초 시즌 50만 총관중 신기록 수립 |

#### 대한민국 프로스포츠 단일 경기 최다 관중 기록 TOP 10
| 순위 | 대회                  | 일자       | 홈팀    | 결과 | 원정팀             | 경기장           | 관중수   | 비고                                   |
| ---- | --------------------- | ---------- | ------- | ---- | ------------------ | ---------------- | -------- | -------------------------------------- |
| 1위  | 2010 K리그            | 2010-05-05 | FC 서울 | 4–0  | 성남 일화 천마     | 서울월드컵경기장 | 60,747명 | 공휴일 (어린이날)                      |
| 2위  | 2010 K리그            | 2010-12-05 | FC 서울 | 2–1  | 제주 유나이티드    | 서울월드컵경기장 | 56,759명 | 주말 K리그 챔피언십 챔피언결정전 2차전 |
| 3위  | AFC 챔피언스리그 2013 | 2013-10-26 | FC 서울 | 2–2  | 광저우 헝다        | 서울월드컵경기장 | 55,501명 | 주말 AFC 챔피언스리그 결승전 1차전     |
| 4위  | 2007 K리그            | 2007-04-08 | FC 서울 | 0–1  | 수원 삼성 블루윙즈 | 서울월드컵경기장 | 55,397명 | 주말                                   |
| 5위  | 2011 K리그            | 2011-03-06 | FC 서울 | 0–2  | 수원 삼성 블루윙즈 | 서울월드컵경기장 | 51,606명 | 주말 2011시즌 홈 개막전                |
| 6위  | 2012 K리그            | 2012-08-18 | FC 서울 | 0–2  | 수원 삼성 블루윙즈 | 서울월드컵경기장 | 50,787명 | 주말                                   |
| 7위  | 2010 K리그            | 2010-04-04 | FC 서울 | 3–1  | 수원 삼성 블루윙즈 | 서울월드컵경기장 | 48,558명 | 주말                                   |
| 8위  | 2005 K리그            | 2005-07-10 | FC 서울 | 4–1  | 포항 스틸러스      | 서울월드컵경기장 | 48,375명 | 주말                                   |
| 9위  | 2004 K리그            | 2004-04-03 | FC 서울 | 1–1  | 부산 아이파크      | 서울월드컵경기장 | 47,928명 | 주말                                   |
| 10위 | 2016 K리그 클래식     | 2016-06-18 | FC 서울 | 1–1  | 수원 삼성 블루윙즈 | 서울월드컵경기장 | 47,899명 | 주말                                   |

## 선수단

### 현재 선수 명단
- 2025년 7월  25일 기준

| 배번 | 포지션 | 국적         | 이름     |
| ---- | ------ | ------------ | -------- |
| 4    | df     | 대한민국     | 이상민   |
| 5    | df     | 요르단       | 야잔     |
| 7    | mf     | 대한민국     | 정승원   |
| 8    | mf     | 대한민국     | 이승모   |
| 9    | fw     | 대한민국     | 조영욱   |
| 10   | fw     | 잉글랜드     | 린가드   |
| 11   | fw     | 대한민국     | 천성훈   |
| 14   | fw     | 대한민국     | 손승범   |
| 15   | df     | 대한민국     | 김현덕   |
| 16   | df     | 대한민국     | 최준     |
| 18   | df     | 대한민국     | 정태욱   |
| 19   | fw     | 대한민국     | 강주혁   |
| 20   | df     | 대한민국     | 이한도   |
| 21   | gk     | 대한민국     | 최철원   |
| 22   | df     | 대한민국     | 김진수   |
| 24   | df     | 대한민국     | 조영광   |
| 25   | gk     | 대한민국     | 임준섭   |
| 26   | mf     | 대한민국     | 허동민   |
| 27   | fw     | 대한민국     | 문선민   |
| 28   | fw     | 코트디부아르 | 바또     |
| 29   | mf     | 대한민국     | 류재문   |
| 31   | gk     | 대한민국     | 강현무   |
| 32   | fw     | 폴란드       | 클리말라 |
| 33   | df     | 대한민국     | 배현서   |
| 36   | df     | 대한민국     | 김지원   |
| 37   | fw     | 대한민국     | 정한민   |
| 40   | df     | 대한민국     | 박성훈   |
| 41   | mf     | 대한민국     | 황도윤   |
| 45   | fw     | 크로아티아   | 둑스     |
| 63   | df     | 대한민국     | 박수일   |
| 66   | df     | 대한민국     | 최준영   |
| 70   | fw     | 브라질       | 안데르손 |
| 71   | gk     | 대한민국     | 윤기욱   |
| 72   | mf     | 대한민국     | 민지훈   |
| 77   | fw     | 브라질       | 루카스   |
| 88   | mf     | 대한민국     | 박장한결 |

### 임대 및 병역 복무 중인 선수
| 포지션 | 국적     | 이름       | 임대 및 복무 구단  | 임대 및 복무 기간      |
| ------ | -------- | ---------- | ------------------ | ---------------------- |
| mf     | 대한민국 | 백상훈     | 당진시민축구단     | 2025년 2월~2026년 12월 |
| mf     | 세르비아 | 팔로세비치 | 난퉁 즈윈          | 2025년 2월~2025년 12월 |
| df     | 대한민국 | 함선우     | 화성 FC            | 2025년 3월~2025년 12월 |
| df     | 대한민국 | 안재민     | 전남 드래곤즈      | 2025년 3월~2025년 12월 |
| gk     | 대한민국 | 백종범     | 김천 상무          | 2025년 4월~2026년 10월 |
| fw     | 대한민국 | 김신진     | 강원 FC            | 2025년 7월~2025년 12월 |
| fw     | 대한민국 | 강성진     | 수원 삼성 블루윙즈 | 2025년 7월~2025년 12월 |

### 영구 결번
| 배번 | 사유                   | 기간      |
| ---- | ---------------------- | --------- |
| 12   | 서포터스 '수호신' 헌정 | 영구 결번 |
| 13   | 고요한 은퇴            | 영구 결번 |

### 역대 주장단
| 시즌      | 주장     | 부주장                      | 비고 |
| --------- | -------- | --------------------------- | --- |
| 1984      | 한문배   |                             | |
| 1985      | 김광훈   |                             | - 구단 최초 K리그1 우승 주장단 (1985)                                                                                      |
| 1986      | 박항서   |                             | - 활동 기간: 1986시즌 시작–1986년 9월                                                                                      |
| 1986–1988 | 정해성   |                             | - 구단 최초 전국선수권 우승 주장단 (1988) - 활동 기간: 1986년 9월–1988시즌 종료                                            |
| 1989–1990 | 최진한   |                             | - 구단 2번째 K리그1 우승 주장단 (1990)                                                                                     |
| 1991–1992 | 이영진   |                             | |
| 1993      | 구상범   |                             | |
| 1994      | 최영준   |                             | |
| 1995      | 윤상철   |                             | - 활동 기간: 1995시즌 시작–1995년 8월 4일                                                                                  |
| 1995–1996 | 이영익   |                             | - 활동 기간: 1995년 8월 5일–1996시즌 종료                                                                                  |
| 1997      | 조병영   |                             | |
| 1998      | 김봉수   |                             | - 구단 최초 FA컵 우승 주장단 (1998)                                                                                        |
| 1999      | 강준호   |                             | - 활동 기간: 1999년 시즌 시작–1999년 7월                                                                                   |
| 1999–2000 | 최용수   |                             | - 활동 기간: 1999년 7월–2000년 5월 9일                                                                                     |
| 2000      | 김귀화   | 이영표                      | - 구단 3번째 K리그1 우승 주장단 (2000) - 활동 기간: 2000년 5월 10일–2000시즌 종료                                          |
| 2001      | 이상헌   |                             | - 구단 최초 슈퍼컵 우승 주장단 (2001) - 활동 기간: 2001년 시즌 시작–2001년 5월                                             |
| 2001      | 손현준   |                             | - 활동 기간: 2001년 5월–2001시즌 종료                                                                                      |
| 2002      | 최윤열   |                             | |
| 2003–2004 | 김성재   |                             | |
| 2005–2006 | 이민성   |                             | - 구단 최초 리그컵 우승 주장단 (2006)                                                                                      |
| 2007–2008 | 이을용   | 김치곤                      | |
| 2009      | 김치곤   | 김진규                      | |
| 2010      | 박용호   | 김진규                      | - 구단 최초 더블 우승 달성 (K리그1 & 리그컵) - 구단 4번째 K리그1 우승 주장단 (2010) - 구단 2번째 리그컵 우승 주장단 (2010) |
| 2011      | 박용호   | 현영민                      | |
| 2012–2013 | 하대성   | 김진규                      | - 구단 5번째 K리그1 우승 주장단 (2012)                                                                                     |
| 2014      | 김진규   | 고명진                      | |
| 2015      | 고명진   | 오스마르                    | - 활동 기간: 2015시즌 시작–2015년 4월 30일                                                                                 |
| 2015      | 차두리   | 오스마르                    | - 구단 2번째 FA컵 우승 주장단 (2015) - 활동 기간: 2015년 5월 1일–2015시즌 종료                                             |
| 2016      | 오스마르 | 유현                        | - 구단 최초 외국인 주장 - 구단 6번째 K리그1 우승 주장단 (2016)                                                             |
| 2017      | 곽태휘   | 박주영                      | |
| 2018      | 신광훈   | 고요한                      | - 활동 기간: 2018시즌 시작–2018년 7월 3일                                                                                  |
| 2018      | 고요한   | 이웅희                      | - 활동 기간: 2018년 7월 4일–2018시즌 종료                                                                                  |
| 2019      | 고요한   | 박주영                      | |
| 2020      | 고요한   | 주세종                      | |
| 2021      | 기성용   | 황현수                      | |
| 2022      | 기성용   | 나상호 양한빈               | - 활동 기간: 2022시즌 시작–2022년 8월 12일                                                                                 |
| 2022      | 나상호   | 윤종규 조영욱 김진야 이상민 | - 활동 기간: 2022년 8월 12일–2022시즌 종료                                                                                 |
| 2023      | 일류첸코 | 한찬희                      | - 일류첸코 활동 기간: 2023시즌 시작–2023년 5월 9일 - 한찬희 활동 기간: 2023시즌 시작–2023년 6월 21일                       |
| 2023      | 오스마르 | 임상협 김진야 김주성        | - 오스마르 활동 기간: 2023년 5월 9일–2023시즌 종료 - 임상협, 김진야, 김주성 활동 기간: 2023시즌 시작–2023년 시즌 종료      |
| 2024      | 기성용   | 조영욱                      | |
| 2025      | 린가드   | 김진수                      | |

## 스태프

### 코칭스태프
| 직위          | 이름   | 비고 |
| ------------- | ------ | ---- |
| 감독          | 김기동 |      |
| 수석 코치     | 김대건 |      |
| 코치          | 이광재 |      |
| 코치          | 오승범 |      |
| 골키퍼 코치   | 박호진 |      |
| 피트니스 코치 | 주닝요 |      |

### 메디컬스태프
| 직위                  | 이름   | 비고 |
| --------------------- | ------ | ---- |
| 팀 주치의             | 조윤상 |      |
| 팀 주치의             | 한덕현 |      |
| 선수트레이너          | 박성률 |      |
| 물리치료사            | 서성태 |      |
| 물리치료사            | 강대성 |      |
| 아카데미 선수트레이너 | 이혁준 |      |
| 아카데미 선수트레이너 | 최민기 |      |
| 아카데미 선수트레이너 | 배준호 |      |

### 지원스태프
| 직위                  | 이름   | 비고 |
| --------------------- | ------ | ---- |
| 장비담당관            | 이천길 |      |
| 전력분석관            | 신준용 |      |
| 전력분석관            | 전곤재 |      |
| 통역관                | 이석진 |      |
| 차량주임              | 김용기 |      |
| 차량주임              | 김영락 |      |
| 아카데미 비디오분석관 | 김진훈 |      |

### 역대 감독
| 순번 | 이름   | 선임 일자  | 취임 일자  | 사임 일자  | 재임 시즌 | 비고 |
| ---- | ------ | ---------- | ---------- | ---------- | --------- | --- |
| 초대 | 박세학 | 1983-08-12 | 1983-12-22 | 1987-11-19 | 1984–1987 | - 구단 초대 감독 - 구단 최초 K리그1 우승 감독 (1985) |
| 대행 | 고재욱 | 1987-12-01 | 1987-12-01 | 1988-12-26 | 1988      | - 구단 최초 감독 대행 (1988) - 1989시즌부터 정식 감독으로 승격 - 구단 최초 전국선수권 우승 감독 (1988) - 구단 2번째 K리그1 우승 감독 (1990)                                                                 |
| 2대  | 고재욱 | 1988-12-27 | 1988-12-27 | 1993-12-31 | 1989–1993 | - 구단 최초 감독 대행 (1988) - 1989시즌부터 정식 감독으로 승격 - 구단 최초 전국선수권 우승 감독 (1988) - 구단 2번째 K리그1 우승 감독 (1990)                                                                 |
| 3대  | 조영증 | 1993-11-23 | 1994-01-01 | 1996-11-05 | 1994–1996 | - 구단 최초 서울 선수 출신 감독 - 구단 최초 시즌 도중 사퇴한 감독 |
| 대행 | 박항서 | 1996-11-05 | 1996-11-05 | 1996-12-01 | 1996      | - 구단 2번째 감독 대행 - 최소 경기 지휘 (1996년 FA컵 1경기) |
| 4대  | 박병주 | 1996-12-10 | 1996-12-20 | 1998-11-25 | 1997–1998 | - 구단 최초 FA컵 우승 감독 (1998) |
| 5대  | 조광래 | 1998-10-22 | 1998-12-01 | 2004-12-15 | 1999–2004 | - 구단 역대 최장수 감독 (6시즌) - 구단 3번째 K리그1 우승 감독 (2000) - 구단 최초 슈퍼컵 우승 감독 (2001) |
| 6대  | 이장수 | 2004-12-30 | 2005-01-10 | 2006-12-02 | 2005–2006 | - 구단 최초 리그컵 우승 감독 (2006) |
| 7대  | 귀네슈 | 2006-12-08 | 2007-01-08 | 2009-11-25 | 2007–2009 | - 구단 최초 외국인 감독 |
| 8대  | 빙가다 | 2009-12-14 | 2010-01-03 | 2010-12-13 | 2010      | - 구단 2번째 외국인 감독 - 구단 최초 더블 우승 달성 (K리그1 & 리그컵) - 구단 4번째 K리그1 우승 감독 (2010) - 구단 2번째 리그컵 우승 감독 (2010)                                                             |
| 9대  | 황보관 | 2010-12-28 | 2011-01-05 | 2011-04-26 | 2011      | - 구단 최초 리그 도중 사퇴한 감독 |
| 대행 | 최용수 | 2011-04-26 | 2011-04-26 | 2011-12-08 | 2011      | - 구단 3번째 감독 대행 (2011) - 2012시즌부터 정식 감독으로 승격 - 구단 2번째 서울 선수 출신 감독 - 구단 5번째 K리그1 우승 감독 (2012) - 구단 2번째 FA컵 우승 감독 (2015) - 구단 2번째 시즌 도중 사퇴한 감독 |
| 10대 | 최용수 | 2011-12-09 | 2011-12-09 | 2016-06-22 | 2012–2016 | - 구단 3번째 감독 대행 (2011) - 2012시즌부터 정식 감독으로 승격 - 구단 2번째 서울 선수 출신 감독 - 구단 5번째 K리그1 우승 감독 (2012) - 구단 2번째 FA컵 우승 감독 (2015) - 구단 2번째 시즌 도중 사퇴한 감독 |
| 대행 | 김성재 | 2016-06-23 | 2016-06-23 | 2016-06-26 | 2016      | - 구단 4번째 감독 대행 (2016) - 최소 경기 지휘 (리그 1경기) |
| 11대 | 황선홍 | 2016-06-21 | 2016-06-27 | 2018-04-30 | 2016–2018 | - 구단 6번째 K리그1 우승 감독 (2016) - 구단 3번째 시즌 도중 사퇴한 감독 |
| 대행 | 이을용 | 2018-04-30 | 2018-04-30 | 2018-10-11 | 2018      | - 구단 5번째 감독 대행 (2018) |
| 12대 | 최용수 | 2018-10-11 | 2018-10-11 | 2020-07-30 | 2018–2020 | - 구단 최초 재취임 감독 |
| 대행 | 김호영 | 2020-08-04 | 2020-08-04 | 2020-09-24 | 2020      | - 구단 6번째 감독 대행 (2020) - 공식 선임 전 8월 1일 성남전 감독 대행직 수행 |
| 대행 | 박혁순 | 2020-09-25 | 2020-09-25 | 2020-11-12 | 2020      | - 구단 7번째 감독 대행 (2020) |
| 대행 | 이원준 | 2020-11-13 | 2020-11-13 | 2020-12-03 | 2020      | - 구단 8번째 감독 대행 (2020) - AFC 챔피언스리그 참가를 위한 임시 감독 대행 |
| 13대 | 박진섭 | 2020-12-08 | 2020-12-08 | 2021-09-06 | 2021      | - 구단 4번째 시즌 도중 사퇴한 감독 |
| 14대 | 안익수 | 2021-09-06 | 2021-09-06 | 2023-08-22 | 2021–2023 | - 구단 5번째 시즌 도중 사퇴한 감독 |
| 대행 | 김진규 | 2023-08-22 | 2023-08-22 | 2023-12-02 | 2023      | - 구단 9번째 감독 대행 (2023) |
| 15대 | 김기동 | 2023-12-14 | 2023-12-14 |            | 2024–     | |

## 경영진

### 현재 경영진
| 직위   | 이름   | 비고 |
| ------ | ------ | ---- |
| 구단주 | 허태수 |      |
| 사장   | 여은주 |      |
| 단장   | 유성한 |      |

### 역대 구단주
| 순번 | 이름   | 취임 일자  | 사임 일자  | 재임 시즌 | 비고 |
| ---- | ------ | ---------- | ---------- | --------- | --- |
| 초대 | 구자경 | 1983-08-12 | 1990-12-27 | 1984–1990 | - 초대 구단주 - 구단 최초 K리그1 우승 구단주 (1985･1990) - 구단 최초 전국선수권 우승 구단주 (1988)                                                                              |
| 2대  | 구본무 | 1990-12-28 | 1998-02-28 | 1991–1997 | |
| 3대  | 허창수 | 1998-03-01 | 2020-03-23 | 1998–2020 | - 구단 2번째 K리그1 우승 구단주 (2000･2010･2012･2016) - 구단 최초 FA컵 우승 구단주 (1998･2015) - 구단 최초 리그컵 우승 구단주 (2006･2010) - 구단 최초 슈퍼컵 우승 구단주 (2001) |
| 4대  | 허태수 | 2020-03-26 |            | 2020–현재 | |

## 오너십
| 기간                   | 소유주                      | 비고 |
| ---------------------- | --------------------------- | --- |
| 1983년 11월–1991년 2월 | 럭키금성그룹 럭키금성스포츠 | - 국내 최초 종합스포츠 주식회사 설립 (1983년 11월 9일) |
| 1991년 2월–2004년 5월  | LG그룹 LG스포츠             | - (주)럭키금성스포츠에서 (주)LG스포츠로 사명 변경 (1991년 2월 27일) |
| 2004년 6월–2004년 12월 | LG그룹 GS홀딩스 GS스포츠    | - 지주회사 분할에 따라 기존 (주)LG스포츠에서 (주)GS스포츠로 사명(社名)을 변경하고 독립법인을 출범 (2004년 6월 1일) - GS그룹으로의 분리를 위해 출범한 지주회사 GS홀딩스에 편입되지만 당시 GS홀딩스는 법적으로 LG그룹에서 완벽하게 분리되지 못함 (2004년 7월 1일) |
| 2005년 1월–현재        | GS그룹 GS스포츠             | - 대한민국 공정거래위원회가 GS홀딩스 외 13개사의 계열 분리를 승인 (2005년 1월) |

## 대중문화 속의 FC 서울
K리그 최고 인기 구단이란 명성과 방송사가 많은 수도 서울을 연고지로 하며 동시에 대한민국 최고의 축구전용구장인 서울월드컵경기장을 홈구장으로 가지고 있는 이점 때문에 드라마와 영화 등등에서 축구를 소재로 하는 장면에 많이 등장하고 있다.

- 드라마: 넌 어느 별에서 왔니(2006년), 맨땅에 헤딩(2009년), 천 번의 입맞춤(2011년~2012년)
- 영화: 참을 수 없는(2010년), 댄싱퀸(2012년), 런닝맨(2013년), 빅매치(2014년), 장수상회(2015년), 돈(2019년)
- 예능: 우리 결혼했어요(2008년 - 마르코와 손담비 에피소드), 슈퍼스타K 4(탑4 딕펑스, 로이킴, 정준영, 홍대광 공연), 우리동네 예체능(2014년 67회 - FC서울 올드스타와 경기), 세상을 바꾸는 퀴즈(2014년 253회 - FC서울 외국인 열혈팬 출연)[162], 어서와~ 한국은 처음이지?(2017년 1회 - 멕시코 여행객 FC 서울 경기 관람, 2018년 14회 - 터키 여행객 서울월드컵경기장 투어)

## 마케팅 활동
2006년 FC 서울은 서울특별시에서의 지역 연고 정착을 공고히 하고 구단 자생력을 키우기 위해 약 1억원을 들여 J리그 컨설팅 경험이 있는 일본의 광고 회사 하쿠호도에 의뢰하여 ‘FC서울 2035 비전'이라는 장기 프로젝트를 세웠다. 즉 2035년까지 ‘진정한 NO.1’구단을 지향한다는 프로젝트의 기본 이념에 따라 지역 밀착을 통해 지역 사회에 공헌하고 미래의 잠재 팬 확보를 위한 다양한 마케팅 프로그램을 운영하는 것을 골자로 하고 있다. 또한 2006년 한국 최초로 경기장에 LED 광고보드를 도입하며 관중증대와 다양한 볼거리 제공을 위해 노력하였다.
2007시즌부터 FC 서울은 ‘Soul of Seoul, FC SEOUL’을 캐치프레이즈로 내걸고 마케팅 활동을 하고 있으며 특히 유소년 축구클럽 ‘Future of FC서울’, 어린이 무료 축구교실 ‘두근두근 축구클리닉’과 ‘FC서울-맥도날드 어린이 축구교실’, 중학생 축구대회 ‘FC서울 주니어 챔피언십’소시오 ‘어린이 회원권 제도’등 다양한 축구 저변 확대 활동을 하고 있다.
또한 2009년 5월 16일에 서울도시철도공사와 공동 마케팅을 위한 업무협약을 맺었으며 공동 마케팅의 일환으로 FC서울의 간판 스타인 기성용 선수와 이청용 선수가 서울도시철도공사의 홍보대사로 위촉되었고 월드컵 경기장내에 도시철도공사 홍보 광고물을 부착하고 전광판에 홍보 동영상을 방영하였다. 또한 공사 측에서는 월드컵경기장역 벽면에 FC서울 선수들의 랩핑사진을 부착하여 월드컵경기장역을 FC서울 테마역으로 지정하였고 역사 내에 FC서울의 홈 경기 홍보포스터 부착하여 상호 홍보하였다.
2010 시즌을 시작하며 그동안 응원 문화는 서포터스에 의한 응원 문화만 존재하던 축구장에 V걸스와 마스코트 씨드 등을 도입하여 새로운 축구 응원 문화를 개척하였으며 어린이와 여성들을 위한 축구 도서 '볼수록 만만한 축구'를 출간하였으며 2011시즌에는 국내 프로스포츠 최초로 티켓북을 판매하였다.
2014 시즌에는 FAN기반 마케팅 활동을 기획, 매 홈경기마다 테마를 정해 팬과 소통하고 팬이 만드는 경기를 구현하는 'FAN이 일으키는 Sensation'인 FANsation을 마케팅 컨셉으로 수립하여 팬이 경기 운영에 참여하도록 하고, 팬 중심의 이벤트를 활발히 진행하고 있다.
또한 GS&Point 카드에도 FC 서울 멤버십 카드를 추가하여 더 큰 포인트 적립 서비스도 제공하고 있다.
2016 시즌에는 스카이 펍과 스카이 라운지를 선보이면서“기존에 딱딱한 의자에서 경기만 보던 관람 문화에서 벗어나 팬들이 다양한 체험을 할 수 있도록 배려하였으며상설 구단 용품 매장으로 운영되고 있는 FC 서울 팬파크가 오픈하였고 '걱정 말아요 그대'를 전 관중이 하프타임에 부르는 이른바 하프타임 플래시 파티 그리고 야외 푸드 파크 등 경기장 곳곳에 숨어있는 작은 요소들을 찾아 FC 서울 만의 응원 문화를 특성화하고 있다.

## 참고 문헌
- “스포츠지원포털 등록 현황”. 대한체육회.
- “KFA 통합경기정보 시스템”. 대한축구협회.
- “K리그 데이터 포털”. 한국프로축구연맹.